# Shinkansen

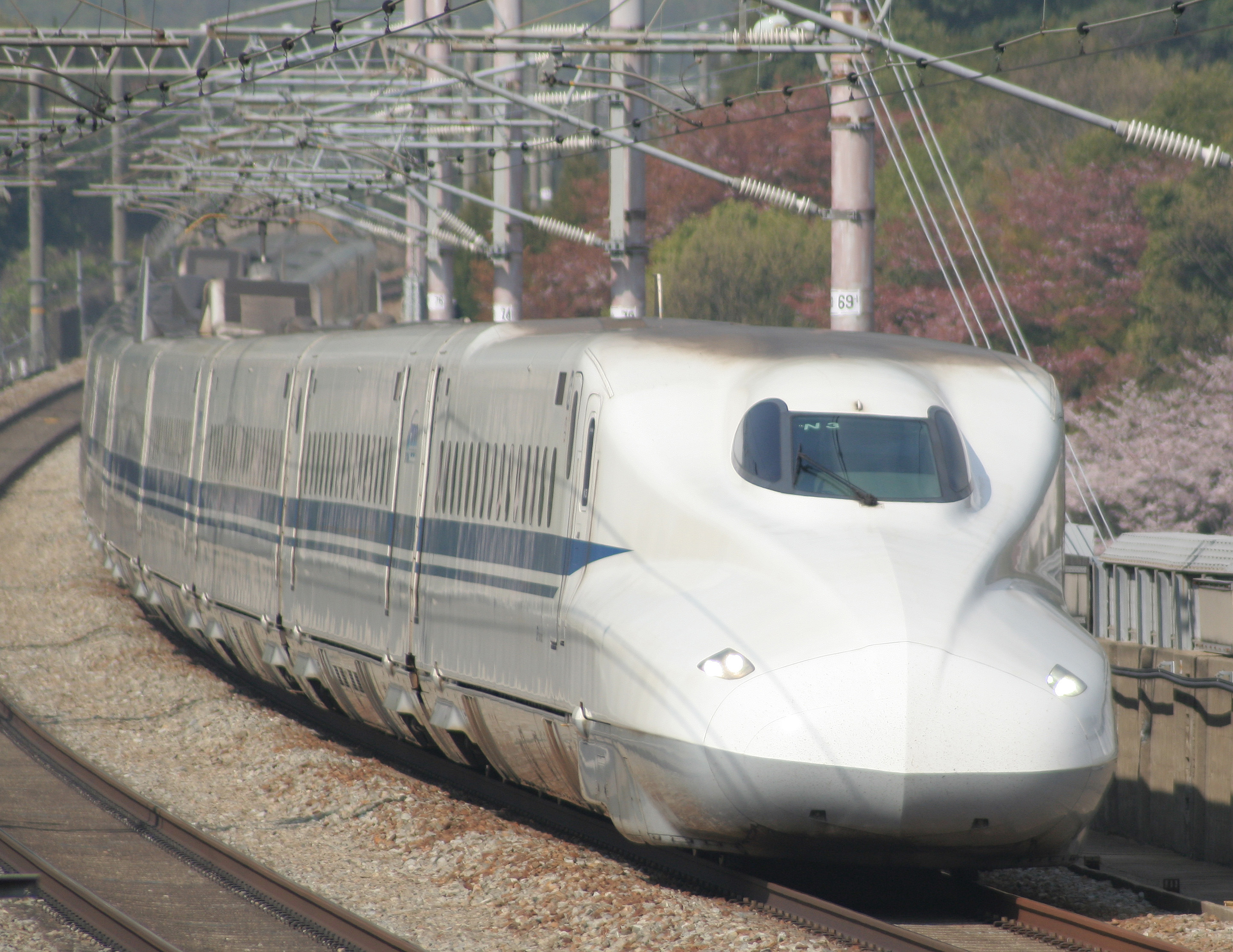
JR West serie N700 series set N3 en línea Sanyō, en el servicio Nozomi con 16 coches, abril de 2019

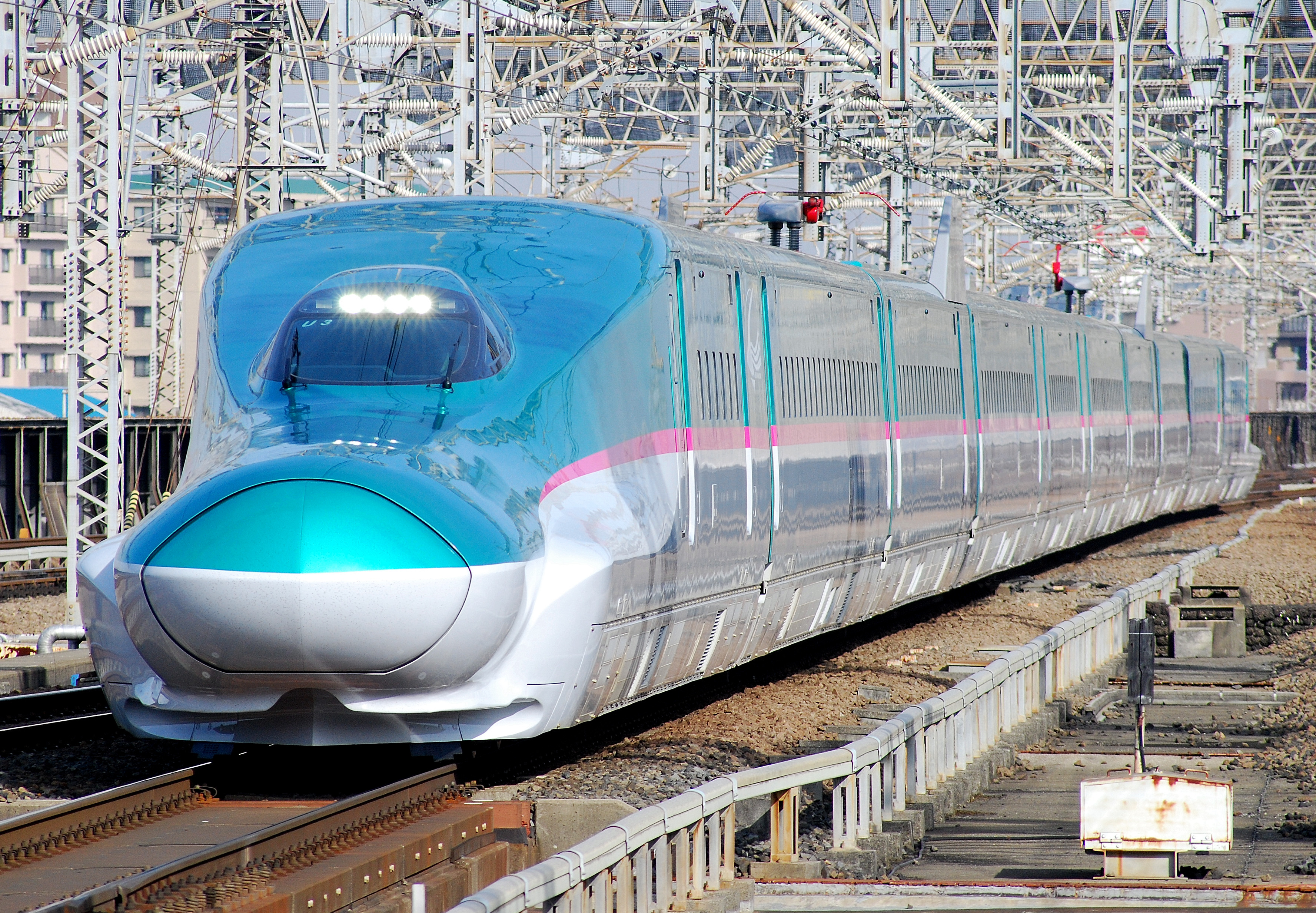
Tren Shinkansen de la serie E5.

Shinkansen (en japonés: 新幹線 'nueva línea troncal') es una red de líneas de ferrocarril de alta velocidad de Japón, operada inicialmente por la compañía Japanese National Railways JNR. Desde que en 1964 se abrió la línea Tōkaidō Shinkansen, la red se ha ido expandiendo para conectar la mayor parte de las ciudades con las islas de Honshū y Kyūshū, con una longitud de 3,050 km (incluyendo Mini-Shinkansen) y unas velocidades de hasta 320 km/h.
La palabra Shinkansen significa literalmente Nueva Línea Troncal y se refiere estrictamente al trazado de las vías, mientras que los trenes propiamente dichos se denominan oficialmente Super Expresos (超特急, chō-tokkyū), aunque esta distinción es rara en el propio Japón. Inicialmente se llamaron Súper Expreso de los Sueños (Yume no chō-tokkyū). Al contrario de la red original, el Shinkansen utiliza el ancho de vía estándar (1435 mm) y se vale de túneles y viaductos para atravesar obstáculos, en vez de rodearlos.

## Historia
Japón fue el primer país en construir líneas ferroviarias dedicadas para viajes de alta velocidad. Debido al terreno montañoso, la red existente consistía en líneas de vía estrecha de 1.067 mm (3 pies 6 pulgadas), que generalmente tomaban rutas indirectas y no podían adaptarse a velocidades más altas. En consecuencia, Japón tenía una mayor necesidad de nuevas líneas de alta velocidad que los países donde el ancho de vía estándar o el sistema ferroviario de trocha ancha tenían más potencial de actualización.
Entre las personas clave acreditadas con la construcción del primer Shinkansen están Hideo Shima, el ingeniero jefe, y Shinji Sogō, el primer presidente de los Ferrocarriles Nacionales Japoneses (JNR) que logró persuadir a los políticos para que respaldaran el plan. Otras personas importantes responsables de su desarrollo técnico fueron Tadanao Miki, Tadashi Matsudaira y Hajime Kawanabe, con sede en el Instituto de Investigación Técnica Ferroviaria (RTRI), parte de JNR. Fueron responsables de gran parte del desarrollo técnico de la primera línea, el Tōkaidō Shinkansen. Los tres habían trabajado en el diseño de aviones durante la Segunda Guerra Mundial.

## Futuro

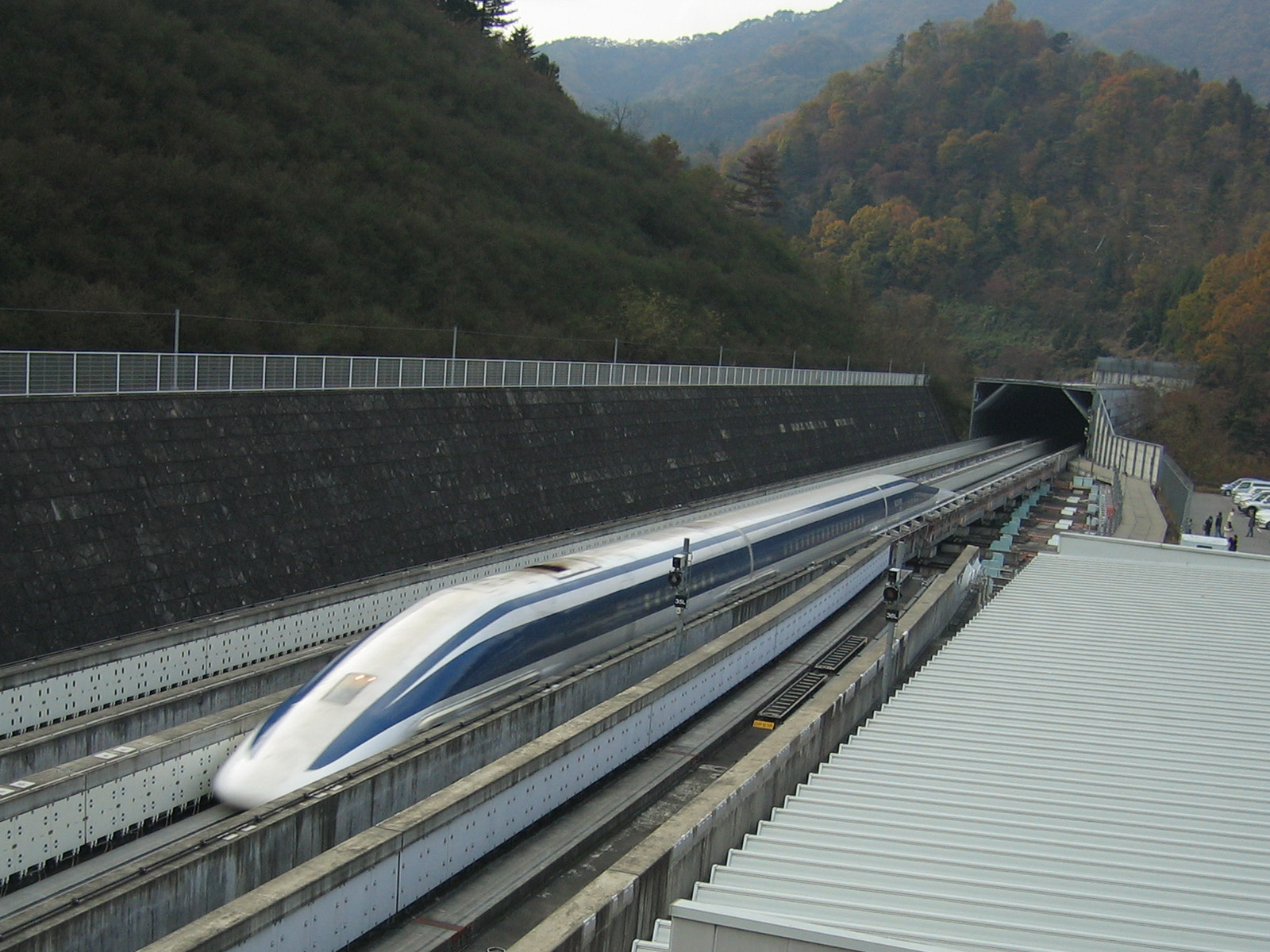
JR-Maglev en Yamanashi.

Debido a los problemas inherentes a la contaminación acústica, el aumento de la velocidad máxima está siendo cada vez más difícil, particularmente por el "efecto pistón" que aparece cuando los trenes entran en túneles a una velocidad elevada. A pesar de esto en 2015 se aumentó la velocidad de la Tōkaidō Shinkansen hasta los 285 km/h gracias a los trenes N700A, y hay otro aumento programado para 2020, hasta los 360 km/h, usando los trenes E5 y los futuros H5 en parte de la Tōhoku Shinkansen.
Las últimas inauguraciones fueron las del tramo Nagano-Kanazawa en 2015 y el primer tramo de la Hokkaidō Shinkansen, desde Aomori hasta Hakodate (en 2016) a través del Túnel Seikan. También se está trabajando para extender la red: la Hokkaidō Shinkansen desde Hakodate hasta Sapporo en 2031, el ramal de la línea Kyūshū Shinkansen hasta Nagasaki en 2023, y completar la conexión entre Kanazawa y Osaka cuyo primer tramo, hasta Tsuruga, estará finalizado en 2023.
El proyecto de la línea Narita Shinkansen para conectar Tokio con el Aeropuerto Internacional de Narita, iniciado en la década de 1970 pero interrumpido en 1983 después de protestas de los propietarios de los terrenos, fue oficialmente cancelado y eliminado del Plan Básico que delineaba la construcción del Shinkansen.

## Líneas Shinkansen

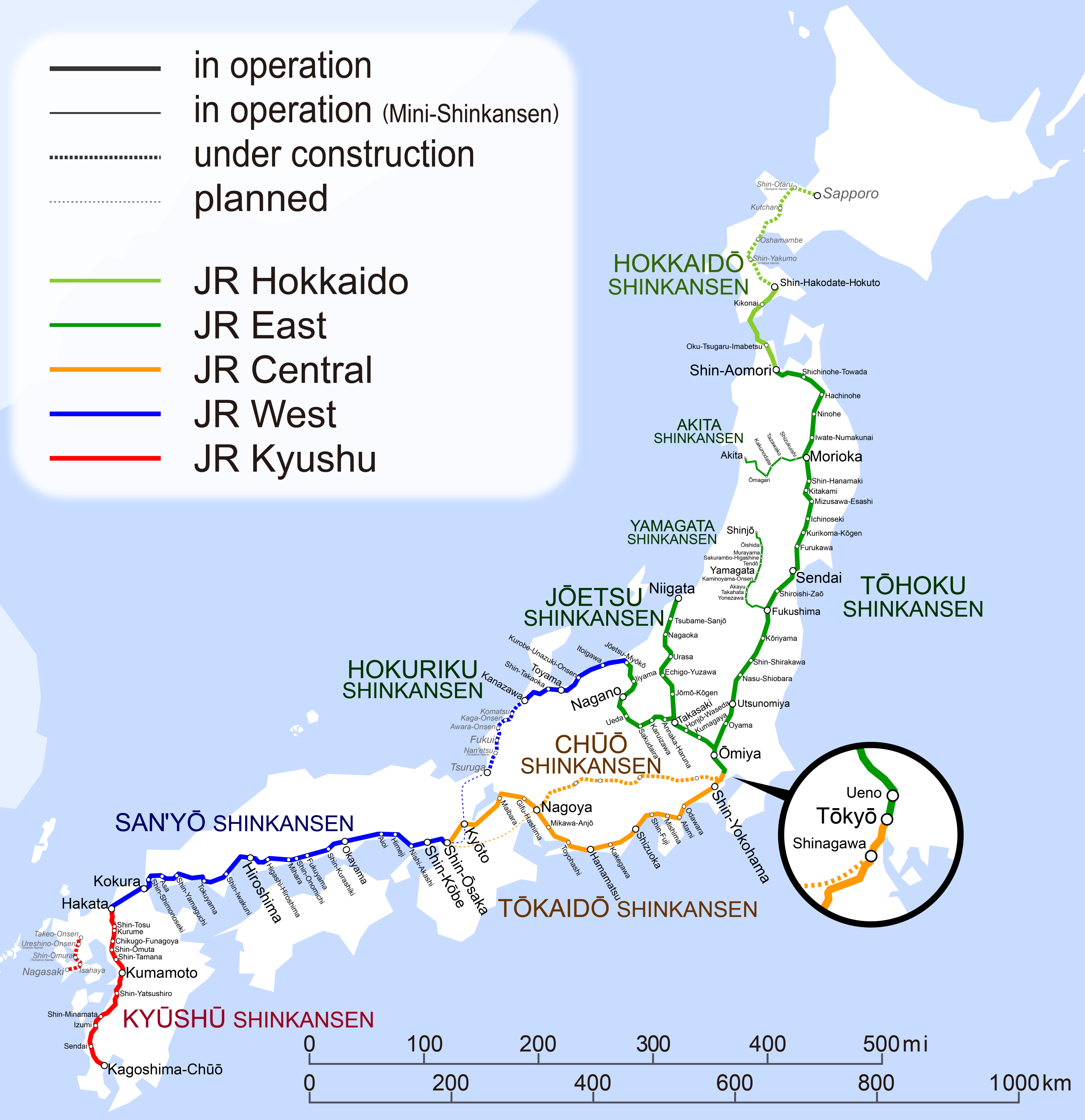
Diagrama de la red Shinkansen.
Líneas en verde: Concesión de la JR East
Líneas en naranja: Concesión de la JR Tōkai
Líneas en azul: Concesión de la JR West
Líneas en rojo: Concesión de la JR Kyūshū
Líneas en amarillas verdes: Concesión de la JR Hokkaidō

### Líneas operativas
Las líneas Shinkansen son:
- Tōkaidō Shinkansen (Tokio – Shin-Osaka)
- Sanyō Shinkansen (Shin-Osaka – Hakata)
- Tōhoku Shinkansen (Tokio – Shin-Aomori)
- Jōetsu Shinkansen (Ōmiya – Niigata)
- Hokuriku Shinkansen (Takasaki – Kanazawa)
- Kyūshū Shinkansen (Hakata – Kagoshima-Chūō)
- Hokkaidō Shinkansen (Shin-Aomori – Shin-Hakodate-Hokuto)

Con posterioridad se añadieron otras dos líneas, conocidas como Mini-Shinkansen (ミニ新幹線), al actualizar y cambiar al ancho estándar (1435 mm) secciones de línea existentes (Zairaisen) con ancho de 1067 mm que mantienen el mismo gálibo para el material rodante, de ahí que los trenes deban ser más estrechos que los otros Shinkansen y por eso el apodo de "mini":
- Yamagata Shinkansen (Fukushima – Shinjō)
- Akita Shinkansen (Morioka – Akita)

Existen una línea con ancho de vía estándar (1435 mm) que no está técnicamente clasificada como línea Shinkansen, aunque cuenta con servicios Shinkansen durante la temporada de esquí. Se trata de la línea Gala-Yuzawa, técnicamente un ramal del Jōetsu Shinkansen.

### Puesta en servicio de cada tramo
| Inauguración | Línea               | Km    | Km/h    | Inauguración | Tramo                                | Km  | Km/h    |
| 01/10/1964   | Tōkaidō Shinkansen  | 515,4 | 285     | 01/10/1964   | Tokio-Osaka                          | 515 | 285     |
| 15/03/1972   | Sanyō Shinkansen    | 562,7 | 300     | 15/03/1972   | Osaka-Okayama                        | 161 | 300     |
|              |                     |       |         | 10/03/1975   | Okayama-Hakata (estación de Fukuoka) | 393 | 300     |
|              |                     |       |         | 10/03/1975   | Hakata-Minami line                   | 9   | 120     |
| 23/06/1982   | Tōhoku Shinkansen   | 674,9 | 260/320 | 23/06/1982   | Omiya-Morioka                        | 465 | 275/320 |
|              |                     |       |         | 14/03/1985   | Ueno-Omiya                           | 27  | 110     |
|              |                     |       |         | 20/06/1991   | Tokio-Ueno                           | 4   | 110     |
|              |                     |       |         | 01/12/2002   | Morioka-Hachinohe                    | 97  | 260     |
|              |                     |       |         | 04/12/2010   | Hachinohe-Aomori                     | 82  | 260     |
| 15/11/1982   | Jōetsu Shinkansen   | 269,5 | 245/275 | 15/11/1982   | Omiya-Niigata                        | 270 | 245/275 |
| 01/07/1992   | Yamagata Shinkansen | 148,6 | 130     | 01/07/1992   | Fukushima-Shinjo                     | 149 | 130     |
| 22/03/1997   | Akita Shinkansen    | 127,3 | 130     | 22/03/1997   | Morioka-Akita                        | 127 | 130     |
| 01/10/1997   | Hokuriku Shinkansen | 345,4 | 260     | 01/10/1997   | Takasaki-Nagano                      | 117 | 260     |
|              |                     |       |         | 14/03/2015   | Nagano-Kanazawa                      | 228 | 260     |
|              |                     |       |         | 16/03/2024   | Kanazawa-Tsuruga                     | 121 | 260     |
| 13/03/2004   | Kyushu Shinkansen   | 256,8 | 260     | 13/03/2004   | Yatsushiro-Kagoshima                 | 127 | 260     |
|              |                     |       |         | 12/03/2011   | Hakata-Yatsushiro                    | 130 | 260     |
|              |                     |       |         | 23/09/2022   | Tosu-Takeo-Onsen                     | 51  | 130     |
|              |                     |       |         | "            | Takeo-Onsen-Isahaya                  | 46  | 260     |
|              |                     |       |         | "            | Isahaya-Nagasaki                     | 21  | 260     |
| 26/03/2016   | Hokkaidō Shinkansen | 148,9 | 140/260 | 26/03/2016   | Aomori-Hakodate                      | 149 | 140/260 |
|              |                     |       |         | 2031         | Hakodate-Sapporo                     | 211 | 260     |

### Líneas futuras

Líneas propuestas en ROJO

Muchas de las líneas Shinkansen fueron propuestas durante el boom del inicio de los 70, aunque aún tienen que ser construidas. Se denominan Seibi Shinkansen (整備新幹線) o "Shinkansen Planeado". Una de esas líneas, la Narita Shinkansen hasta el Aeropuerto de Narita, fue cancelada oficialmente, aunque otras tantas continúan en proyecto.
- La extensión de la Hokuriku Shinkansen hasta Osaka está en fase de planificación, y sólo la estación Fukui está en construcción.
- La continuación de la línea Hokkaidō Shinkansen desde Shin-Hakodate hasta la estación de Sapporo (211,3 km) está en fase de planificación, estando prevista su inauguración en el año fiscal de 2030.
- La continuación de la línea Kyūshū Shinkansen, de Takeo-Onsen hasta Isahaya y Nagasaki, está en construcción, estando prevista su finalización en 2023. El tramo de enlace, entre Shin-Tosu y Takeo-Olsen se realizará por la actual línea de vía estrecha gracias a los trenes de ancho variable (GCT) que están actualmente en pruebas.[2]

Actualización 2024: Tanto el Nishi-Kyūshū Shinkansen como la extensión del Hokuriku Shinkansen están operativas, el tren de ancho variable FGT ha sido oficialmente abandonado. Las obras continúan tanto en la extensión del Hokkaidō Shinkansen como en el Chūō Shinkansen.

## Aumento de velocidad en la red
Los primeros trenes Shinkansen comenzaron a circular el 1 de octubre de 1964 a una velocidad máxima de 210 km/h entre Tokio y Shin-Osaka, y tuvieron que pasar 22 años, hasta noviembre de 1986, para que aumentasen su velocidad hasta los 220 km/h. Los siguientes pasos fueron alcanzar los 240 km/h en la Tōhoku Shinkansen en marzo de 1985, y los 275 km/h en el Jōetsu Shinkansen en marzo de 1990. Los 300 km/h fueron alcanzados por la Serie 500 en la Sanyō Shinkansen en marzo de 1997, llegando a unir Osaka y Hakata a 242 km/h de media en 2003, más rápido que ahora. Finalmente se alcanzaron los 320 km/h gracias a la Serie E5 en el Tōhoku Shinkansen el 16 de marzo de 2013. En esta misma línea, y con esos mismos trenes (y los futuros H5), está previsto alcanzar los 360 km/h en el año 2020.
Por otra parte la primera línea, la Tōkaidō Shinkansen, tenía limitada su velocidad máxima a 270 km/h desde 1992 debido al reducido radio de sus curvas (solo 2500 metros). Sin embargo, desde marzo de 2015 los trenes N700A alcanzan los 285 km/h gracias a su sistema de basculación pasiva que, además, permite pasar esas curvas a 270 km/h en vez de a 250.

## Velocidades medias
Igualmente las velocidades medias fueron aumentando extraordinariamente a lo largo de los años. El trayecto Tokio-Osaka comenzó en los 129 km/h en 1964 para llegar hasta los 218 km/h desde 2015. La línea con mayor velocidad media es la Sanyo, con 234 km/h entre Osaka y Hakata, aunque el trayecto más rápido es el Hiroshima-Okayama, a 241,7. En cambio, las líneas con menor velocidad media son, aparte de las Mini-Shinkansen, son el Jōetsu Shinkansen y el Hokuriku Shinkansen con, respectivamente, 186 y 184 km/h desde Tokio. La nueva Hokkaidō Shinkansen alcanza los 204 km/h desde Tokio hasta Hakodate, y el Kyushu Shinkansen tiene una velocidad media de 198 km/h entre Hakata y Kagoshima.

## Trenes Shinkansen

### Series Shinkansen

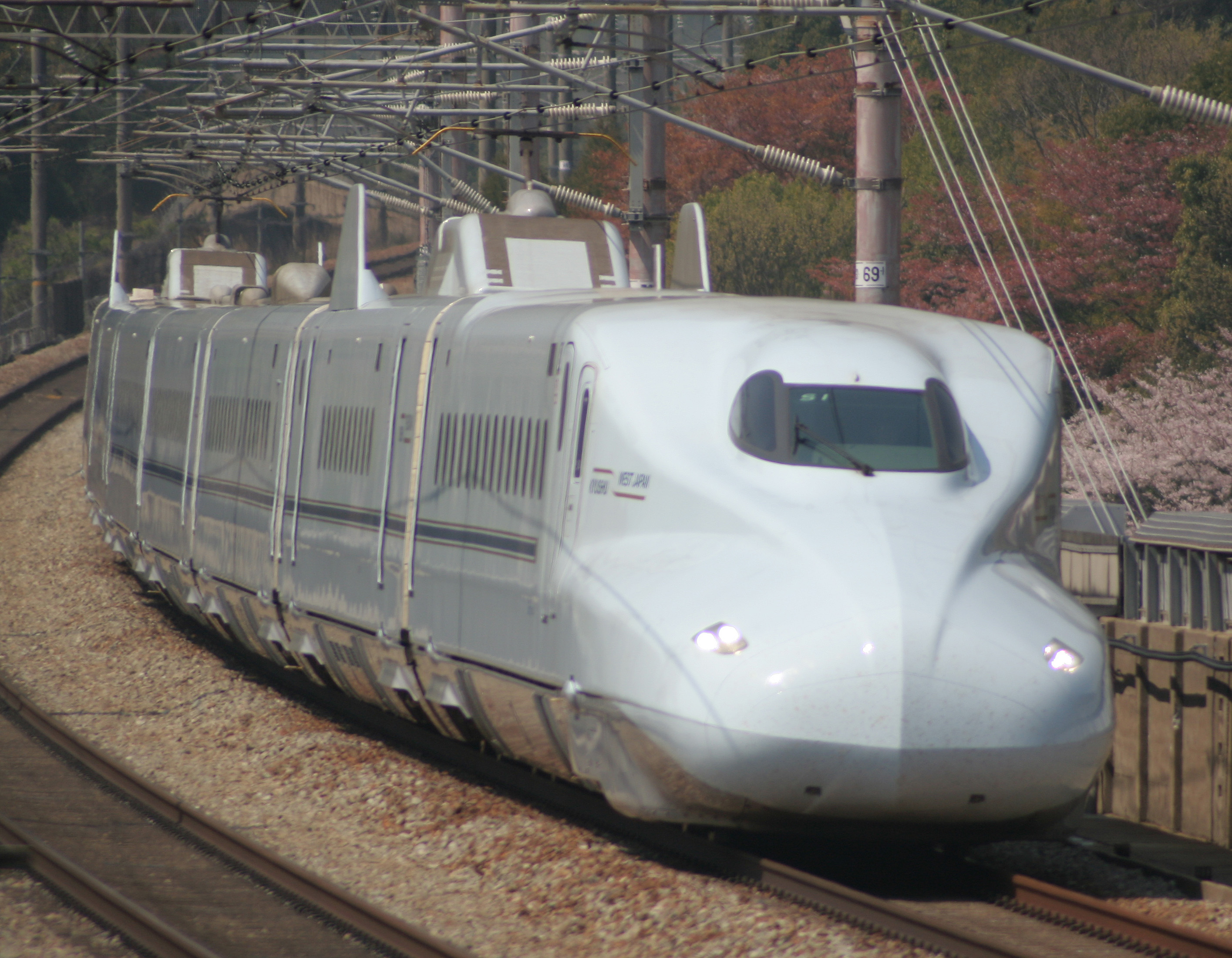
Primer N700-7000, en línea Sanyō, abril de 2009

Los trenes Shinkansen tienen formaciones de 6 hasta 16 coches, dependiendo de la compañía que los opera. Como cada coche puede medir hasta 25 m de largo, los trenes más largos llegan a los 405 m de longitud total, que es el largo máximo para el que se han diseñado los andenes; esta medida es similar a la utilizada en los trenes rápidos europeos. Sin embargo, el gálibo utilizado en las vías de alta velocidad permite trenes de hasta 3,38 m de ancho, que es mayor que el utilizado en Europa, lo que permite el uso de configuraciones de asientos de mayor capacidad (por ejemplo, 2+2 en primera clase y hasta 3+3 en clase turista).
Los trenes Mini-Shinkansen (Yamagata y Akita) están diseñados para circular por las líneas de alta velocidad, y luego continuar por vías antiguas de ancho 1067 mm cuyo ancho de vía ha sido modificado para permitir la continuidad del servicio. Sin embargo, estas líneas no han visto modificado su gálibo, y por ello estos trenes son más estrechos en su construcción (2,945 m). Al detenerse en las estaciones de líneas nuevas (diseñadas para trenes más anchos), deben utilizar unas plataformas retráctiles que facilitan el acceso hasta el andén.
- Trenes de pasajeros
  - Serie 0 (fuera de servicio desde 2008)
  - Serie 100 (fuera de servicio desde 2012)
  - Serie 200 (fuera de servicio desde 2013)
  - Serie 300 (fuera de servicio desde 2012)
  - Serie 400 (Mini-Shinkansen, fuera de servicio desde 2010)
  - Serie 500 (fuera de servicio prevista para 2027)
  - Serie 700 (fuera de servicio desde 2019)
  - Serie N700 (0, N y S) (Tren Operativo; En proceso de sustitución la Subserie 0)
  - Serie 800 (Tren Operativo)
  - Serie E1 (fuera de servicio desde 2012)
  - Serie E2
  - Serie E3 (Mini-Shinkansen)
  - Serie E4 (fuera de servicio desde 2016)
  - Serie E5/H5 (Tren Operativo)
  - Serie E6 (Mini-Shinkansen)
  - Serie E7/W7 (Tren Operativo)

- Trenes exportados
  - Serie 700T (Taiwán)
  - CRH2 (China)

- Trenes experimentales
  - Tipo 1000
  - Tipo 951
  - Tipo 961
  - Tipo 962
  - Serie 500-900 (WIN 350) para la Serie 500, con dos testeros distintos
  - Tipo 952/953 (STAR 21) para las series E2, E3 y E4
  - Tipo 955 (300X) para la Serie 700, con dos testeros distintos
  - Tipo E954 (FASTECH 360 S) para la serie Serie E5/H5, con dos testeros distintos
  - Tipo E955 (FASTECH 360 Z) (Mini-Shinkansen) para la serie Serie E6
  - GCT S-9.000 para ancho variable

- Trenes de mantenimiento
  - Locomotora diésel del Tipo 911
  - Locomotora diésel del Tipo 912
  - Locomotora diésel del Tipo DD18
  - Locomotora diésel del Tipo DD19
  - Tipo 944 (tren de remolque)
  - Tipo 921 Número 0 (para verificación de los railes)
  - Tipo 922 (Conjuntos Doctor Yellow T1, T2 e T3)
  - Tipo 923 (Conjuntos Doctor Yellow T4, e T5)
  - Tipo 923 (Conjuntos Doctor Yellow S1, e S2)
  - Tipo E926 (East i) (Mini-Shinkansen)

### Parque de trenes
| Serie       | En servicio    | Trenes | Fabricados | Fabricantes                                                   | Modelo                                       | Plazas    | Potencia (kW) | Configuración | Velocidad | Longitud | Peso    | Precio (M €)  |
| Serie 0     | 1969/86        |        | 146        | Kawasaki, Hitachi, Nippon Sharyo, Kinki Sharyo y Tokyu Car    |                                              | 383/1.340 | 7.400/11.840  | 6/16 M        | 220       | 150/400  | 437/967 |               |
| 100         | 1986/91        |        | 66         | Kawasaki, Hitachi, Nippon Sharyo, Kinki Sharyo y Tokyo Sharyo | 2 Pisos en 2 o 4 coches                      | 250/394   | 3.680/5.520   | 4/6 M         | 220       | 102/152  | 250/350 |               |
| 200         | 1982/86        |        | 66         | Kawasaki, Hitachi, Nippon Sharyo, Kinki Sharyo y Tokyu Car    |                                              | 590/1.180 | 7.360/14.720  | 8/16 M        | 240       | 200/400  | 466/922 |               |
| 300         | 1992/98        |        | 70         | Kawasaki, Hitachi, Nippon Sharyo y Kinki Sharyo               |                                              | 1.323     | 12.000        | 10 M 6 R      | 270       | 402      | 710     |               |
| 400         | 1992/95        |        | 12         | Kawasaki y Tokyu Car                                          | Mini-Shinkansen                              | 335       | 5.040         | 6 M 1 R       | 130/240   | 149      | 318     |               |
| E1          | 1994/95        |        | 6          | Kawasaki e Hitachi                                            | 2 Pisos "Max" (Multi Amenity Express)        | 1.229     | 9.840         | 6 M 6 R       | 240       | 302      | 693     |               |
| E2          | 1997/05        | 51     | 53         | Kawasaki, Hitachi, Nippon Sharyo y Tokyu Car                  |                                              | 630/814   | 7.200/9.600   | 6/8 M 2 R     | 275       | 201/251  | 352/492 | 21,17 M €     |
| E3          | 1997/00        | 41     | 41         | Kawasaki y Tokyu Car                                          | Mini-Shinkansen                              | 338/402   | 4.800/6.000   | 4/5 M 2 R     | 130/275   | 128/149  | 259/311 |               |
| E4          | 1997/03        | 26     | 26         | Kawasaki e Hitachi                                            | 2 Pisos "Max" (Multi Amenity Express)        | 817       | 6.720         | 4 M 4 R       | 240       | 201      | 428     |               |
| 500         | 1997/98        | 7      | 9          | Kawasaki e Hitachi                                            |                                              | 662/1.324 | 9.120/18.240  | 8/16 M        | 285       | 204/404  | 344/688 | 33,27 M €     |
| 700         | 1999/05        | 63     | 91         | Kawasaki, Hitachi, Nippon Sharyo y Kinki Sharyo               | Suspensión semiactiva                        | 571/1.323 | 6.600/13.200  | 6/12 M 2/4 R  | 285       | 205/405  | 356/708 | 26,6/34,3 M € |
| 800         | 2004 y 2009/11 | 9      | 9          | Hitachi                                                       |                                              | 392>384   | 6.600         | 4 M 2 R       | 260       | 155      | 276     |               |
| N700/N700A  | 2007/19        | 156    | 187        | Kawasaki, Hitachi, Nippon Sharyo y Kinki Sharyo               | Basculación pasiva de 1.º                    | 546/1.323 | 9.760/17.080  | 8/16 M        | 300       | 205/405  | 365/715 | 29,6/39,5 M € |
| E5/H5       | 2011/16        | 33     | 63         | Hitachi y Kawasaki                                            | Basculación activa de 1,5°                   | 731       | 9.960         | 8 M 2 R       | 320       | 253      | 454     | 31,75 M €     |
| E6          | 2013/14        | 23     | 23         | Hitachi y Kawasaki                                            | Mini-Shinkansen (Basculación activa de 1,5°) | 338       | 6.000         | 5 M 2 R       | 130/320   | 149      | 337,9   |               |
| E7/W7       | 2014/15        | 27     | 27         | Hitachi y Kawasaki                                            |                                              | 934       | 12.000        | 10 M 2 R      | 260       | 302      | 540     |               |
| GCT S-9.000 | 2023           | 1      | 1          | Kawasaki                                                      | Ancho variable                               |           |               | 4 coches      | 130/270   | 86       |         |               |

Actualizada al 31 de marzo de 2016

#### Servicios diarios por serie
N700A en Tokaido: 323
N700 de 8 coches en Sanyo: 271
E5: 177 en Tohoku y 78 en Joetsu
E7/W7 en Hokuriku: 118 (incluye Tsurugi)
800 en Kyushu: 125
Fuente: IHRA

### Tecnología Shinkansen fuera de Japón
Los ferrocarriles que usan la tecnología Shinkansen no se limitan únicamente a los que existen en Japón.
Taiwán High Speed Rail tiene en circulación desde 2007 30 trenes para 300 km/h Serie 700T, construidos por la Kawasaki Heavy Industries. China tiene en circulación desde 2007 60 trenes para 250 km/h basados en el diseño de la Serie E2, 3 de ellos construidos en Japón por un consorcio formado por la Kawasaki Heavy Industries, la Mitsubishi Electric Corporation y la Hitachi. Para la línea HS1 de conexión de Londres al Eurotúnel, se exportaron trenes construidos por Hitachi, basados en el A Train, para su uso como regionales de alta velocidad bajo el nombre de Class 395 "Javelin". La misma compañía entregará entre 2017 y 2019 trenes eléctricos y duales, class 800 y 801.

## Número de viajeros
La red Shinkansen ha sido (hasta 2012, cuando fue superada por la china) la red de alta velocidad más transitada del mundo. Poco antes del cincuentenario de su inauguración alcanzó la cifra de diez mil millones de viajeros transportados, mientras que Francia alcanzó los dos mil en 2013, después de 32 años.
Número de viajeros (en millones):
| Año   | JR Central | JR West | JR East | '      | '      | '      | JR Kyūshū | Millones   |
| Línea | Tōkaidō    | Sanyō   | Total   | Tōhoku | Jōetsu | Nagano | Kyūshū    | Total (1): |
| 1964  | 11,018     |         |         |        |        |        |           | 11,018     |
| 1965  | 30,967     |         |         |        |        |        |           | 30,967     |
| 1966  | 43,784     |         |         |        |        |        |           | 43,784     |
| 1967  | 55,250     |         |         |        |        |        |           | 55,250     |
| 1968  | 65,903     |         |         |        |        |        |           | 65,903     |
| 1969  | 71,574     |         |         |        |        |        |           | 71,574     |
| 1970  | 84,627     |         |         |        |        |        |           | 84,627     |
| 1971  | 85,354     |         |         |        |        |        |           | 85,354     |
| 1972  | 109,854    | ←       |         |        |        |        |           | 109,854    |
| 1973  | 128,079    | ←       |         |        |        |        |           | 128,079    |
| 1974  | 133,195    | ←       |         |        |        |        |           | 133,195    |
| 1975  | 152,718    | ←       |         |        |        |        |           | 152,718    |
| 1976  | 143,465    | ←       |         |        |        |        |           | 143,465    |
| 1977  | 126,796    | ←       |         |        |        |        |           | 126,796    |
| 1978  | 123,689    | ←       |         |        |        |        |           | 123,689    |
| 1979  | 123,767    | ←       |         |        |        |        |           | 123,767    |
| 1980  | 125,636    | ←       |         |        |        |        |           | 125,636    |
| 1981  | 125,619    | ←       |         |        |        |        |           | 125,619    |
| 1982  | 142,907    | ←       | 18,077  | 18,077 | ←      |        |           | 142,907    |
| 1983  | 161,349    | ←       | 33,736  | 33,736 | ←      |        |           | 161,349    |
| 1984  | 163,790    | ←       | 35,427  | 35,427 | ←      |        |           | 163,790    |
| 1985  | 179,833    | ←       | 46,715  | 46,715 | ←      |        |           | 179,833    |
| 1986  | 183,012    | ←       | 47,959  | 47,959 | ←      |        |           | 183,012    |
| 1987  | 102,000    | 54,000  | 62,020  | 45,210 | 16,810 |        |           | 218,020    |
| 1988  | 112,000    | 61,000  | 68,010  | 49,090 | 18,920 |        |           | 241,010    |
| 1989  | 117,304    | 62,202  | 71,308  | 51,489 | 19,819 |        |           | 250,310    |
| 1990  | 130,000    | 66,000  | 80,480  | 57,670 | 22,810 |        |           | 276,480    |
| 1991  | 134,000    | 68,000  | 91,620  | 65,670 | 25,950 |        |           | 293,620    |
| 1992  | 132,000    | 68,000  | 95,050  | 68,380 | 26,670 |        |           | 295,050    |
| 1993  | 132,000    | 67,000  | 95,260  | 68,640 | 26,620 |        |           | 294,260    |
| 1994  | 128,000    | 57,000  | 96,130  | 69,520 | 26,610 |        |           | 281,130    |
| 1995  | 132,770    | 63,498  | 98,919  | 71,668 | 27,251 |        |           | 294,920    |
| 1996  | 134,226    | 64,400  | 102,096 | 74,049 | 28,047 | 0,700  |           | 300,100    |
| 1997  | 134,351    | 62,841  | 112,395 | 76,827 | 30,483 | 5,085  |           | 303,670    |
| 1998  | 130,343    | 60,226  | 123,656 | 78,953 | 35,619 | 9,084  |           | 304,570    |
| 1999  | 128,359    | 58,539  | 124,385 | 79,320 | 35,822 | 9,243  |           | 301,140    |
| 2000  | 130,478    | 58,414  | 125,642 | 80,113 | 36,100 | 9,429  |           | 304,210    |
| 2001  | 132,264    | 58,229  | 126,455 | 80,242 | 36,599 | 9,614  |           | 306,840    |
| 2002  | 129,616    | 56,593  | 126,388 | 80,417 | 36,391 | 9,580  |           | 302,800    |
| 2003  | 132,111    | 57,483  | 127,254 | 80,938 | 36,574 | 9,742  | 0,270     | 306,510    |
| 2004  | 136,548    | 58,649  | 125,296 | 80,402 | 35,337 | 9,557  | 3,848     | 313,970    |
| 2005  | 143,504    | 60,569  | 128,049 | 81,679 | 36,725 | 9,645  | 3,966     | 326,450    |
| 2006  | 145,269    | 61,004  | 130,056 | 82,910 | 37,284 | 9,862  | 4,045     | 329,530    |
| 2007  | 151,320    | 63,432  | 133,262 | 84,833 | 38,294 | 10,135 | 4,184     | 342,050    |
| 2008  | 149,164    | 62,928  | 129,568 | 82,162 | 37,359 | 10,047 | 4,162     | 310,290    |
| 2009  | 138,029    | 58,576  | 121,727 | 77,098 | 35,141 | 9,488  | 3,843     | 288,880    |
| 2010  | 140,828    | 60,503  | 118,898 | 75,032 | 34,380 | 9,286  | 4,402     | 292,000    |
| 2011  | 143,015    | 64,355  | 120,428 | 76,177 | 34,831 | 9,420  | 12,000    | 307,040    |
| 2012  | 149,000    | 65,000  | 126,500 | 82,000 | 35,000 | 9,500  | 12,000    | 321,600    |
| 2013  | 155,000    | 67,000  |         |        |        |        |           | 334,300    |
| 2014  | 157,000    | 69,000  |         |        |        |        |           | 340,000    |

Miles de millones de viajeros-km (mucho más preciso, ya que también tiene en cuenta los km recorridos):
| Año   | JR Central | JR West | JR East | '      | '      | '      | JR Kyūshū | Miles de millones de Viajeros-km |
| Línea | Tōkaidō    | Sanyō   | Total   | Tōhoku | Jōetsu | Nagano | Kyūshū    | Total:                           |
| 1964  | 3,912      |         |         |        |        |        |           | 3,91                             |
| 1965  | 10,651     |         |         |        |        |        |           | 10,65                            |
| 1966  | 14,489     |         |         |        |        |        |           | 14,49                            |
| 1967  | 17,911     |         |         |        |        |        |           | 17,91                            |
| 1968  | 21,027     |         |         |        |        |        |           | 21,03                            |
| 1969  | 22,816     |         |         |        |        |        |           | 22,82                            |
| 1970  | 27,890     |         |         |        |        |        |           | 27,89                            |
| 1971  | 26,795     |         |         |        |        |        |           | 26,80                            |
| 1972  | 33,835     | 0,260   |         |        |        |        |           | 34,10                            |
| 1973  | 38,989     | ←       |         |        |        |        |           | 38,99                            |
| 1974  | 40,671     | ←       |         |        |        |        |           | 40,67                            |
| 1975  | 53,317     | ←       |         |        |        |        |           | 53,32                            |
| 1976  | 48,147     | ←       |         |        |        |        |           | 48,15                            |
| 1977  | 42,187     | ←       |         |        |        |        |           | 42,19                            |
| 1978  | 41,074     | ←       |         |        |        |        |           | 41,07                            |
| 1979  | 40,985     | ←       |         |        |        |        |           | 40,99                            |
| 1980  | 41,790     | ←       |         |        |        |        |           | 41,79                            |
| 1981  | 41,717     | ←       |         |        |        |        |           | 41,72                            |
| 1982  | 41,489     | ←       | 4,619   | 3,743  | 0,873  |        |           | 46,11                            |
| 1983  | 42,186     | ←       | 8,254   | 5,989  | 2,265  |        |           | 50,44                            |
| 1984  | 29,200     | 12,997  | 11,559  | 6,142  | 2,487  |        |           | 50,83                            |
| 1985  | 43,864     | ←       | 11,643  | 8,085  | 3,474  |        |           | 55,42                            |
| 1986  | 44,300     | ←       | 12,138  | 8,214  | 3,429  |        |           | 55,94                            |
| 1987  | 32,123     | 13,153  | 12,138  | 8,929  | 3,209  |        |           | 57,41                            |
| 1988  | 36,299     | 14,792  | 13,260  | 9,677  | 3,583  |        |           | 64,35                            |
| 1989  | 37,404     | 15,002  | 13,558  | 9,892  | 3,666  |        |           | 65,96                            |
| 1990  | 41,341     | 16,064  | 14,767  | 10,678 | 4,089  |        |           | 72,17                            |
| 1991  | 41,841     | 16,278  | 16,102  | 11,689 | 4,413  |        |           | 74,22                            |
| 1992  | 40,655     | 16,161  | 16,245  | 11,837 | 4,408  |        |           | 73,06                            |
| 1993  | 40,504     | 16,026  | 16,034  | 11,695 | 4,339  |        |           | 72,56                            |
| 1994  | 38,907     | 13,311  | 16,031  | 11,763 | 4,267  |        |           | 68,25                            |
| 1995  | 39,817     | 14,759  | 16,251  | 11,956 | 4,295  |        |           | 70,83                            |
| 1996  | 40,973     | 15,456  | 16,519  | 12,165 | 4,354  |        |           | 72,95                            |
| 1997  | 41,090     | 14,976  | 16,750  | 12,278 | 4,002  | 0,470  |           | 72,82                            |
| 1998  | 39,407     | 14,157  | 17,455  | 12,071 | 4,589  | 0,795  |           | 71,02                            |
| 1999  | 38,878     | 13,623  | 16,734  | 12,146 | 4,589  | 0,008  |           | 69,24                            |
| 2000  | 39,670     | 13,805  | 17,679  | 12,297 | 4,575  | 0,806  |           | 71,15                            |
| 2001  | 40,573     | 14,003  | 17,741  | 12,277 | 4,648  | 0,816  |           | 72,32                            |
| 2002  | 39,589     | 13,672  | 18,276  | 12,802 | 4,661  | 0,813  |           | 71,54                            |
| 2003  | 40,317     | 13,911  | 18,747  | 13,275 | 4,645  | 0,827  | 0,030     | 73,01                            |
| 2004  | 41,556     | 14,107  | 18,391  | 13,356 | 4,233  | 0,802  | 0,406     | 74,46                            |
| 2005  | 43,777     | 14,849  | 18,874  | 13,484 | 4,590  | 0,800  | 0,409     | 77,91                            |
| 2006  | 44,487     | 15,164  | 19,375  | 13,884 | 4,675  | 0,816  | 0,413     | 79,44                            |
| 2007  | 46,540     | 15,932  | 19,925  | 14,281 | 4,812  | 0,832  | 0,430     | 82,83                            |
| 2008  | 46,044     | 15,887  | 19,302  | 13,779 | 4,704  | 0,820  | 0,426     | 81,66                            |
| 2009  | 42,685     | 14,818  | 18,152  | 12,945 | 4,432  | 0,775  | 0,385     | 76,04                            |
| 2010  | 43,741     | 15,546  | 17,650  | 12,594 | 4,303  | 0,753  | 0,489     | 77,43                            |
| 2011  | 44,303     | 16,878  | 18,425  | 13,263 | 4,399  | 0,763  | 1,814     | 81,42                            |
| 2012  | 46,930     | 17,171  | 20,118  |        |        |        |           | 86,00                            |
| 2013  | 48,900     | 17,617  | 20,863  |        |        |        |           | 89,17                            |
| 2014  | 50,100     |         | 20,914  |        |        |        |           | 91,00                            |
| 2015  |            |         | 22,848  |        |        |        |           |                                  |

(1) Hay viajeros que son contados dos veces al viajar por distintas líneas; así, el total es menor que la suma de las líneas.
Fuentes: 1964/1993 1964/2008 1968/1989
1964/2011
2007/2012 y anuarios de las compañías. JR East 2012 y Kyushu 2011 y 2012

## Lista de tipos de servicios Shinkansen

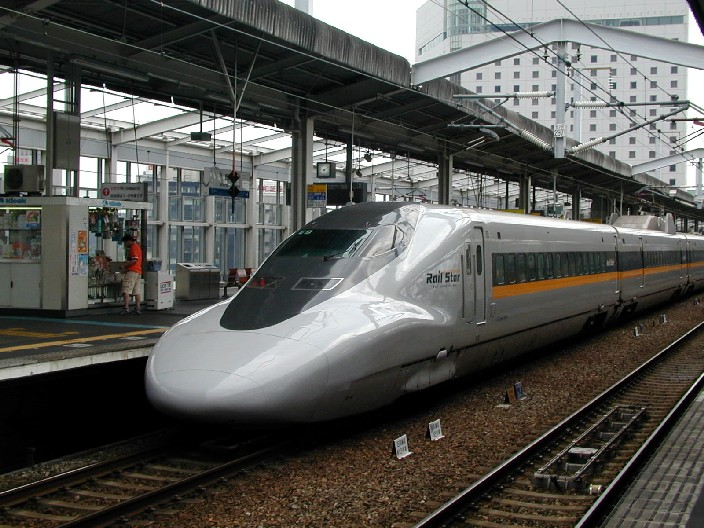
Shinkansen Serie 700 en servicio Hikari Rail Star

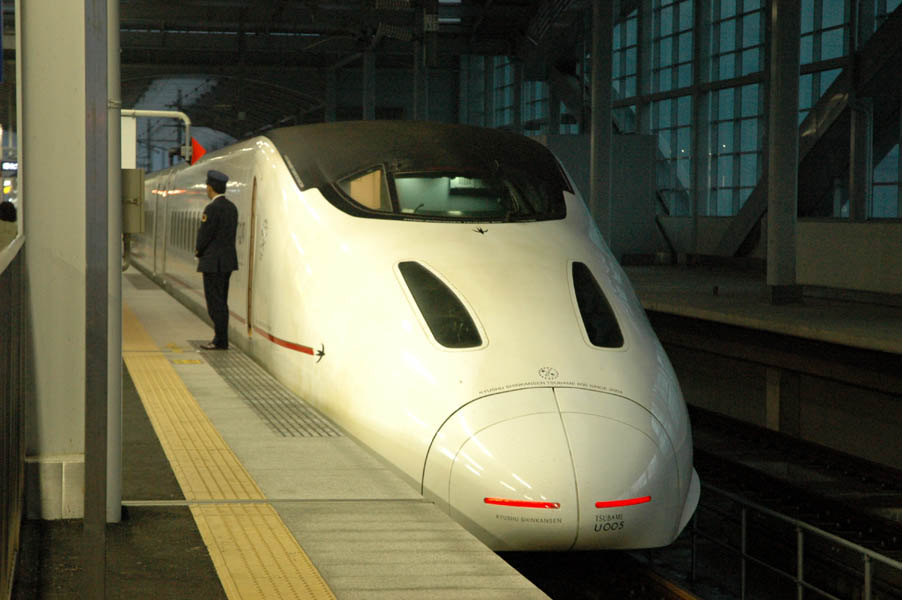
Tren Shinkansen de la serie 800 en la estación Shin-Yatsushiro, Yatsushiro.

A pesar de que originalmente se había pensado hacer circular trenes de pasajeros y mercancías día y noche, lo cierto es que en las líneas Shinkansen sólo circulan trenes de pasajeros. El sistema cierra entre las 0:00 y las 6:00 todos los días para efectuar operaciones de mantenimiento. Los trenes nocturnos que aún circulan en Japón lo hacen en la red de ancho métrico japonés (1.067 mm).
Servicios Shinkansen en marzo de 2015
| Servicio         | Paradas                                                                        | Líneas                   | Material         |
| Nozomi           | Pocas paradas (6 Tokio-Osaka, 6/8 Osaka-Hakata)                                | Tokaido y Sanyo          | 700 y N700       |
| Hikari           | Bastantes paradas (8/9 Tokio-Osaka, 6 Osaka-Okayama)                           | Tokaido y Sanyo          | 500, 700 y N700  |
| Hikari Rail Star | Bastantes paradas (12/15 Osaka-Hakata)                                         | Sanyo                    | 700 E            |
| Kodama           | Para en las 17 estaciones (Tokio-Osaka), o en las 19 estaciones (Osaka-Hakata) | Tokaido y Sanyo          | 500, 700 y N700  |
| Mizuho           | Para en 6 estaciones (Osaka-Hakata) y en Hakata, Kumamoto y Kagoshima (Kyushu) | Sanyo y Kyushu           | N700 S y R       |
| Sakura           | Para en 8 estaciones (Osaka-Hakata) y entre 4 y 12 estaciones (Kyushu)         | Sanyo y Kyushu           | N700 S y R       |
| Tsubame          | Para en las 12 estaciones                                                      | Kyushu                   | 800              |
| Hayate           | 10 paradas (Tokio-Aomori)                                                      | Tohoku                   | E2 y E5          |
| Yamabiko         | Para en las 18 estaciones (Tokio-Morioka)                                      | Tohoku                   | E2, E3, E5 y E6  |
| Nasuno           | Para en las 8 estaciones (Tokio-Koriyama)                                      | Tohoku                   | E2, E3 y E5      |
| Toki             | Pocas paradas (Tokio-Niigata)                                                  | Joetsu                   | E2 y E4 (E5)     |
| Tanigawa         | Para en las 7 estaciones (Tokio-Ueno a Echigo-Yuzawa)                          | Joetsu                   | E2 y E4 (E5)     |
| Asama            | Para en las 11 (8) estaciones (Tokio-Nagano)                                   | Hokuriku                 | E2 N             |
| Kagayaki         | Para en 5/6 estaciones (Tokio-Kanazawa)                                        | Hokuriku                 | E7/W7            |
| Hakutaka         | Para en 10/16 estaciones (Tokio-Kanazawa)                                      | Hokuriku                 | E7/W7            |
| Tsurugi          | Lanzadera con 3 estaciones (Toyama-Kanazawa)                                   | Hokuriku                 | W7               |
| Komachi          | Para en las 18 + 6 estaciones (Tokio-Morioka-Akita)                            | Akita Mini-Shinkansen    | E6               |
| Tsubasa          | Para en las 9 + 11 estaciones (Tokio-Fukushima-Shinjo)                         | Yamagata Mini-Shinkansen | E3 1.000 y 2.000 |
|                  |                                                                                |                          |                  |

Nota: las paradas incluyen origen y destino, así que para dos trayectos hay que quitar una.

## Galería

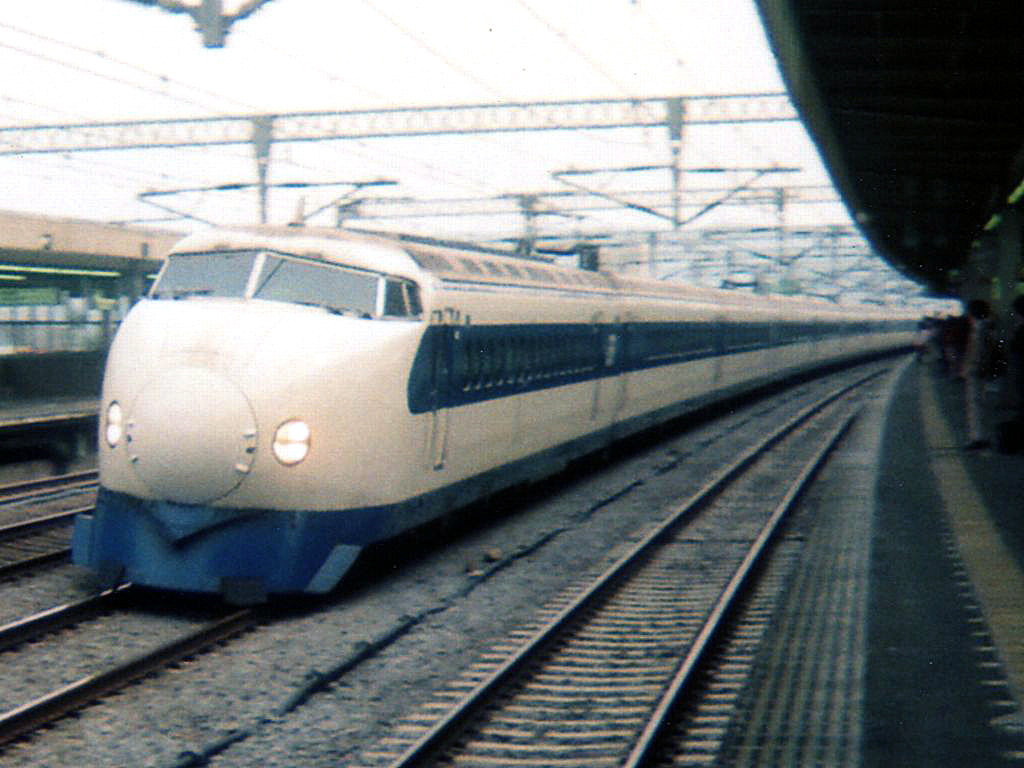
Serie 0
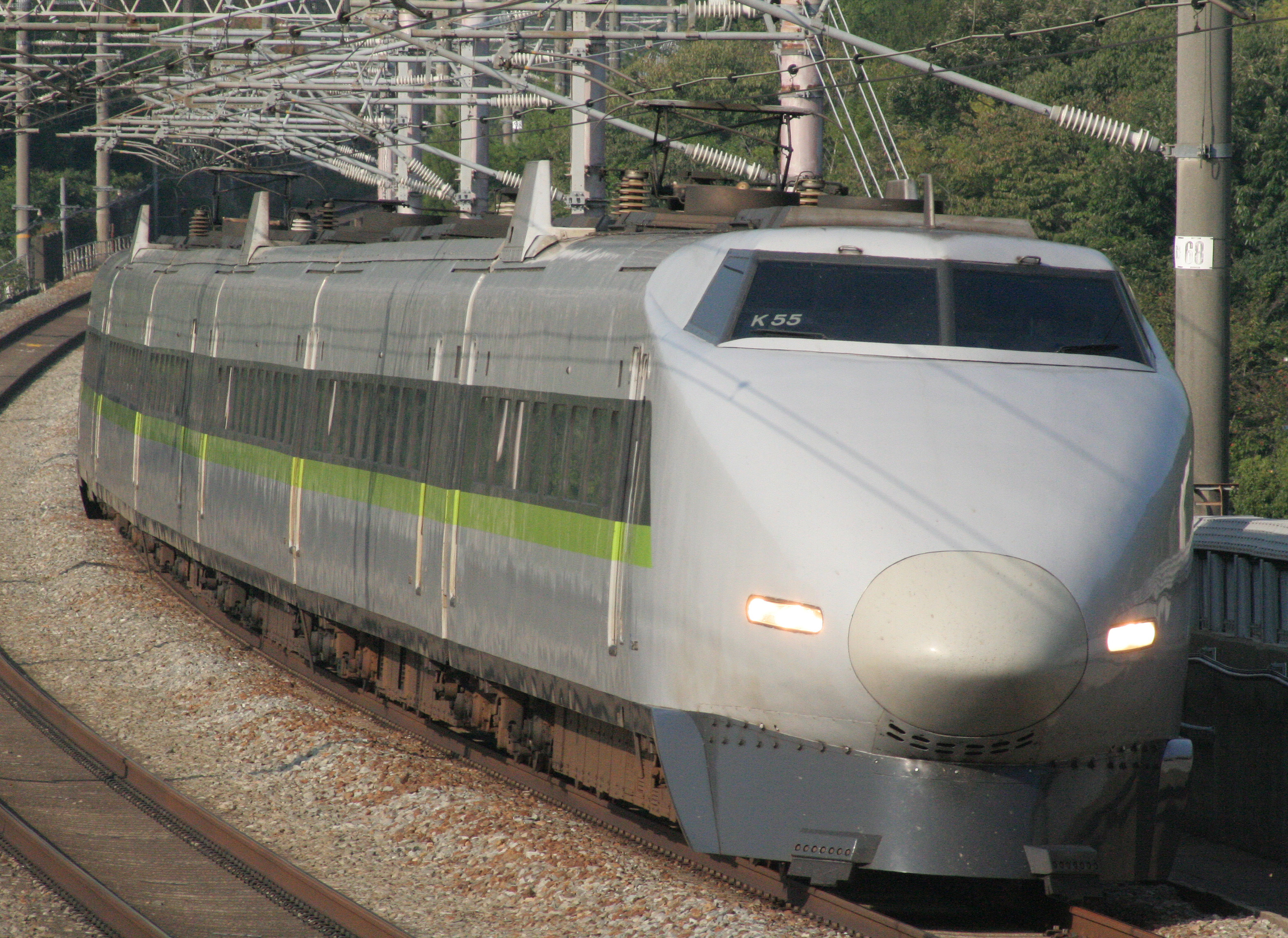
Serie 100
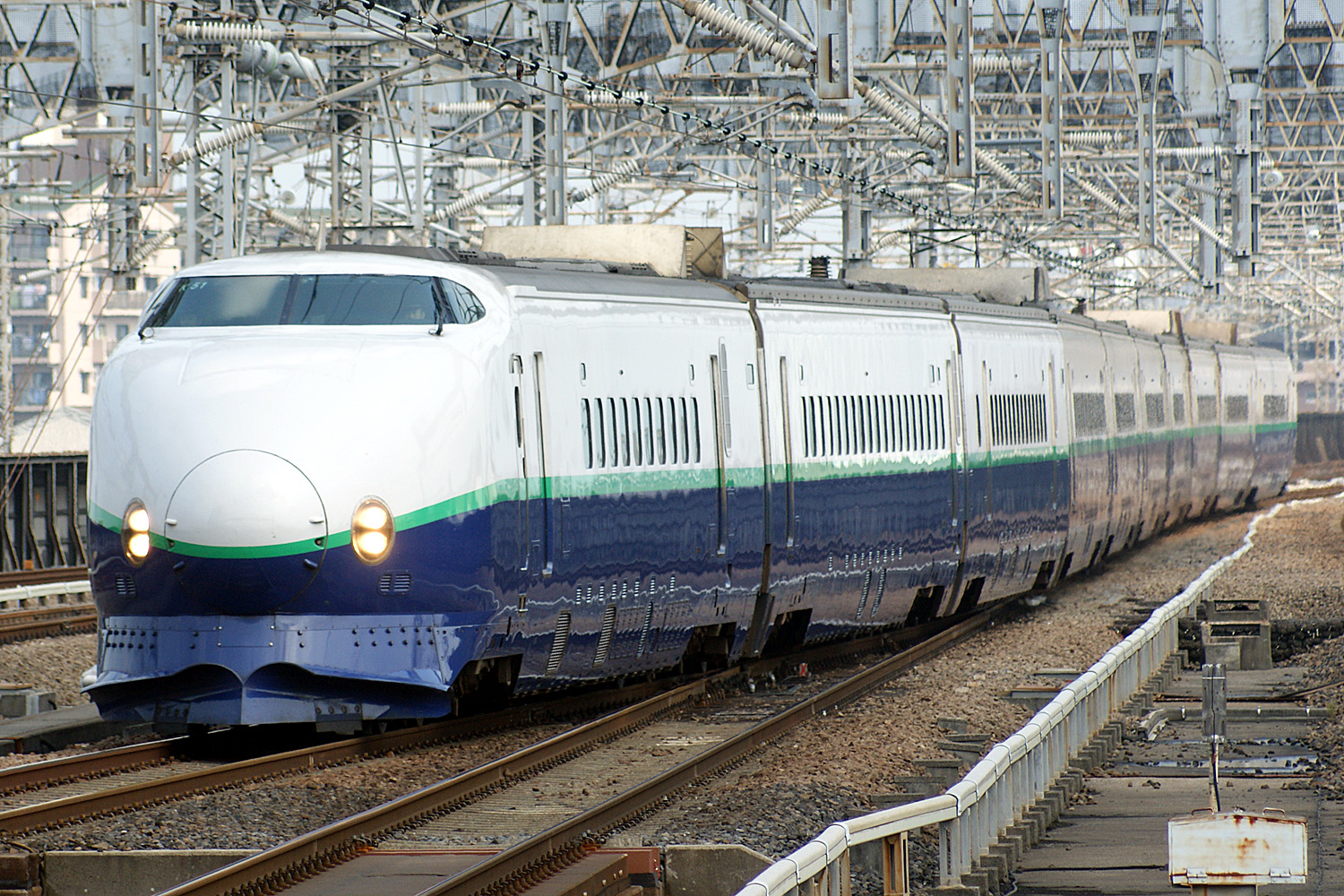
Serie 200
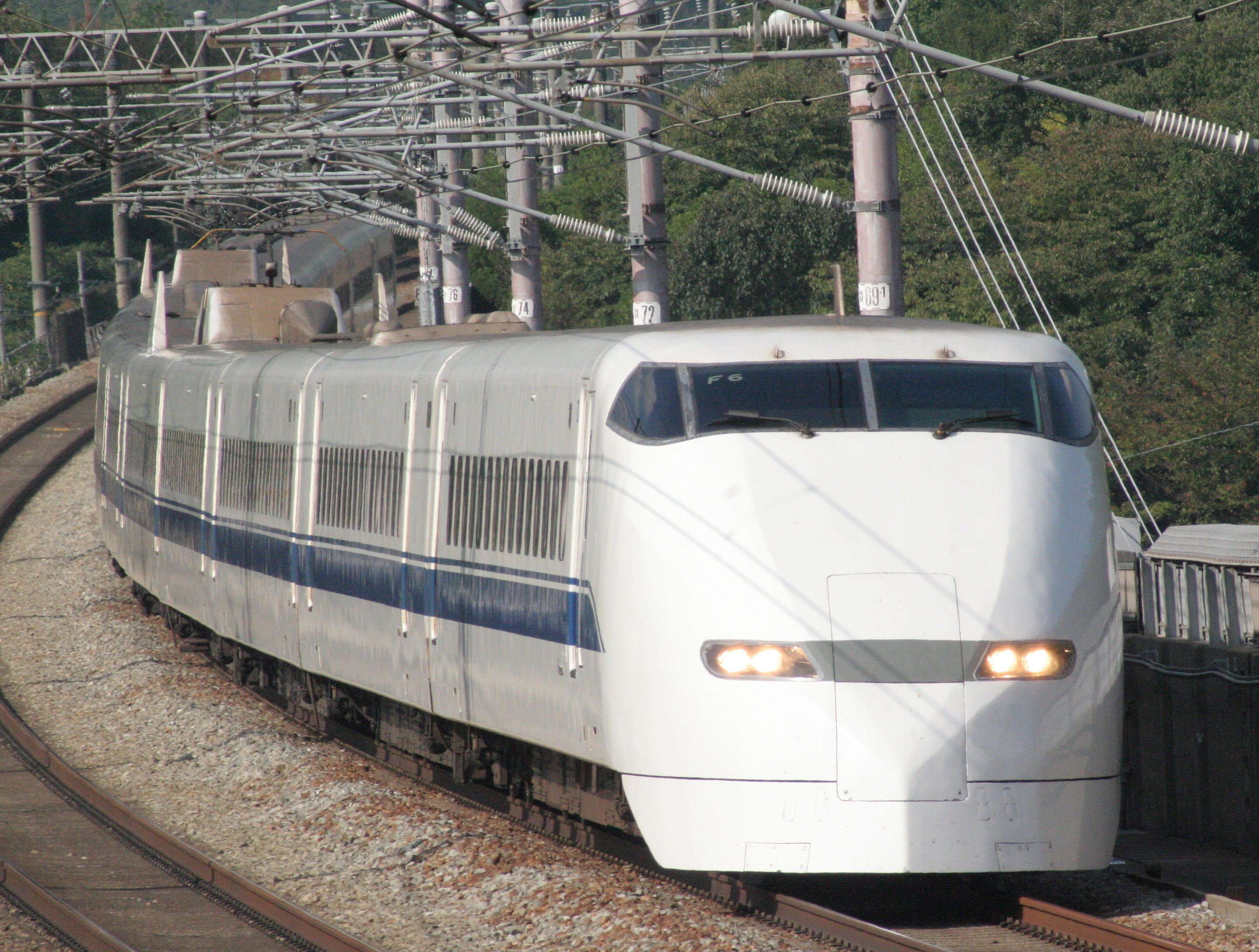
Serie 300
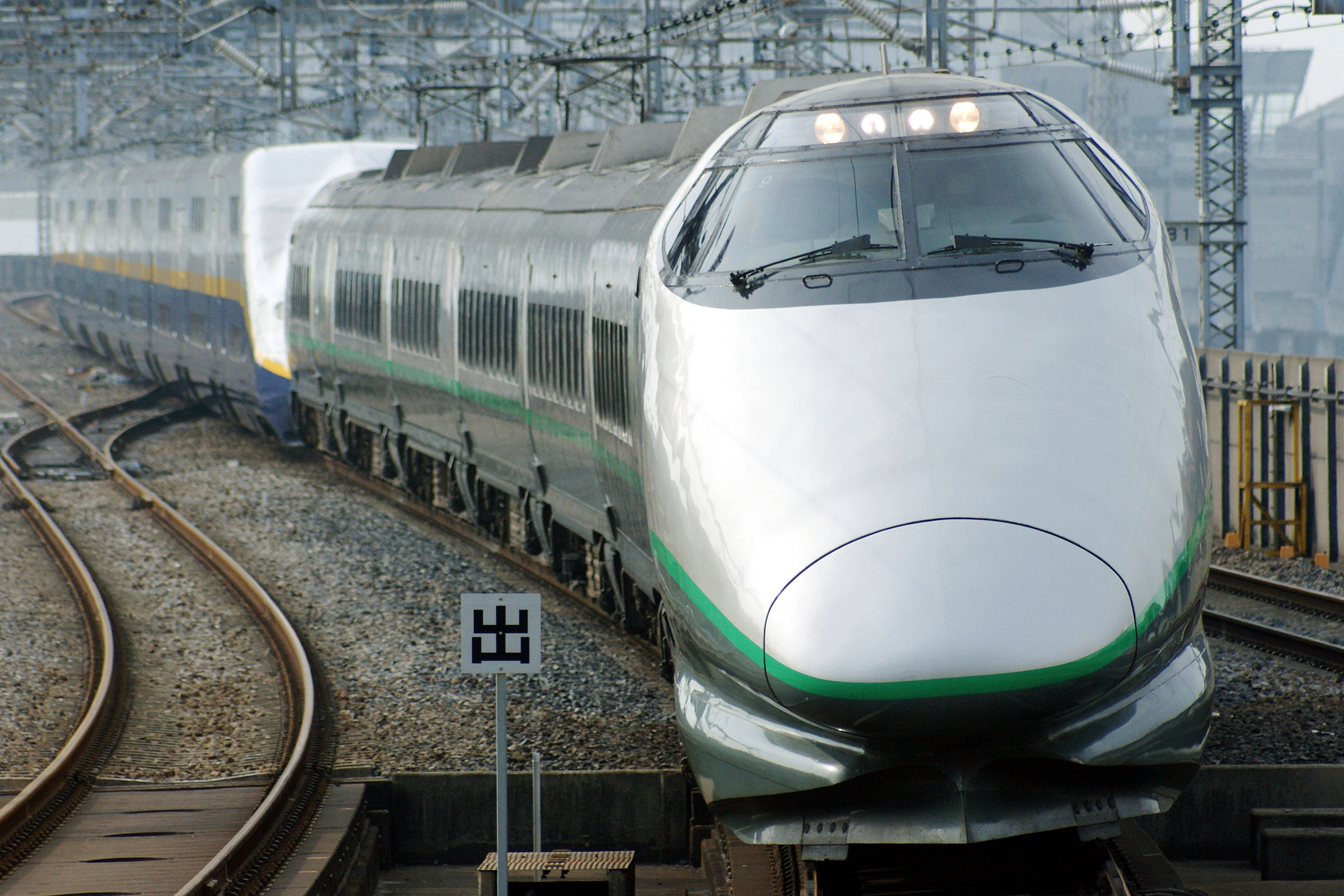
Serie 400 (Tsubasa)
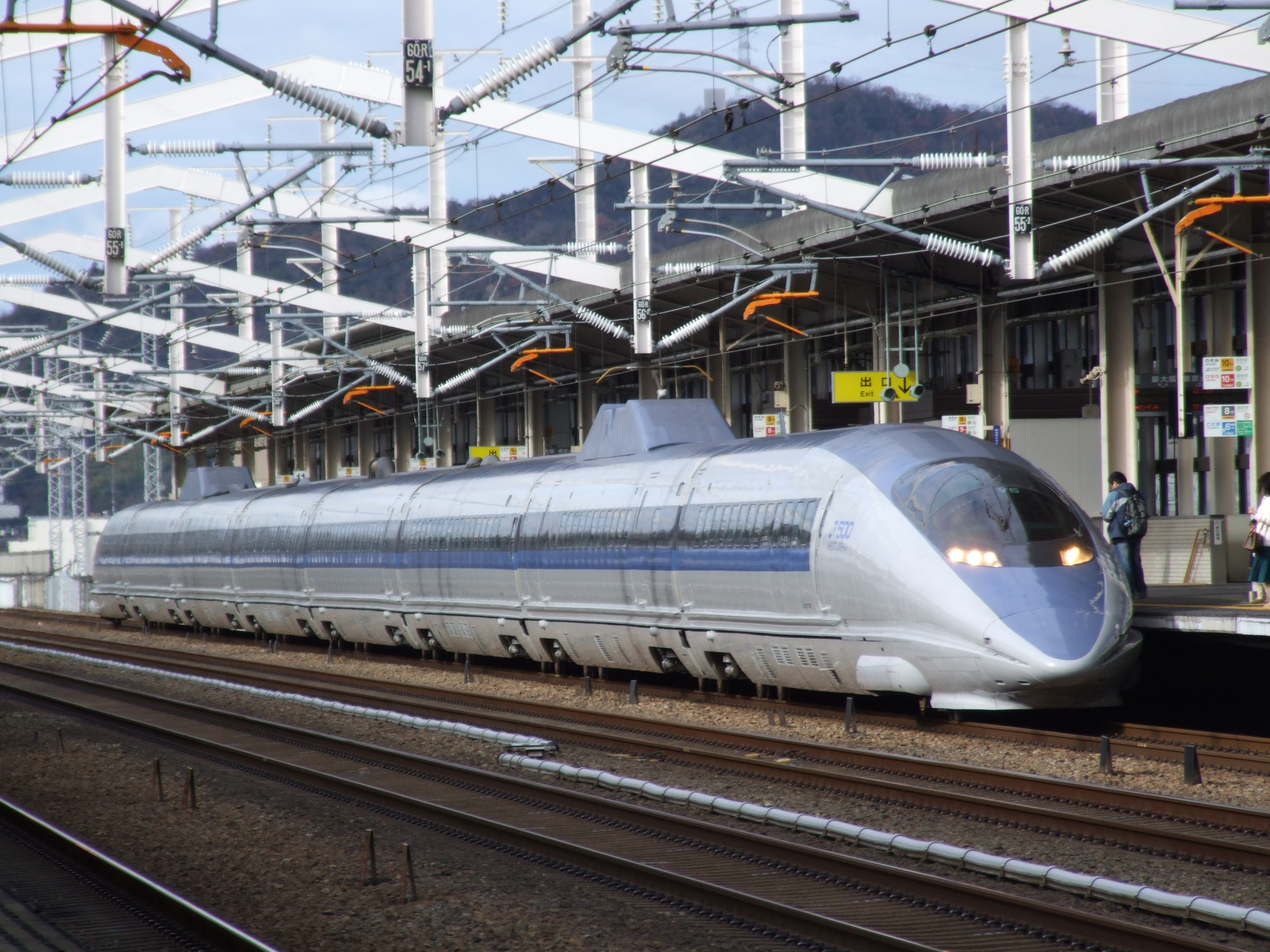
Serie 500
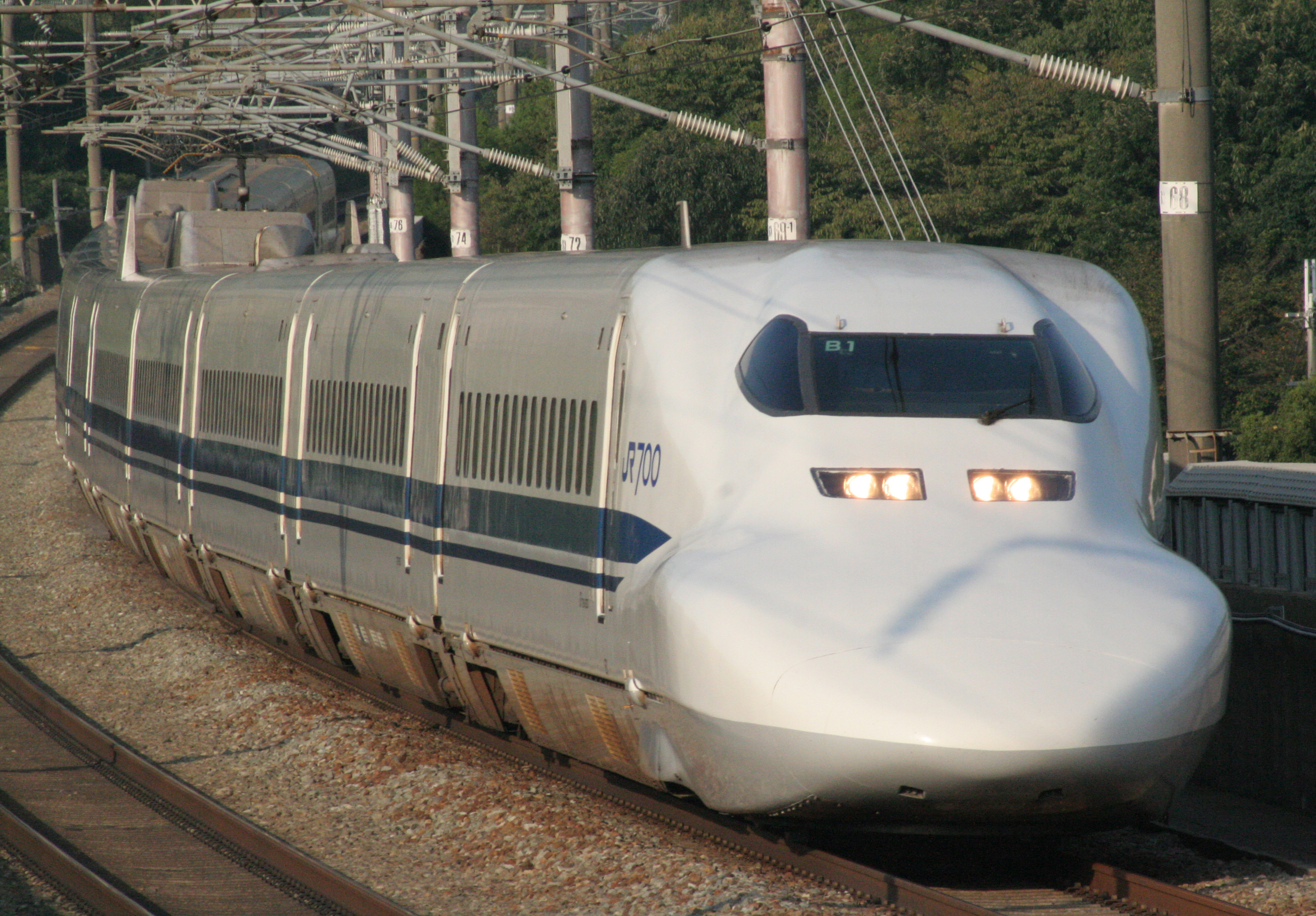
Serie 700
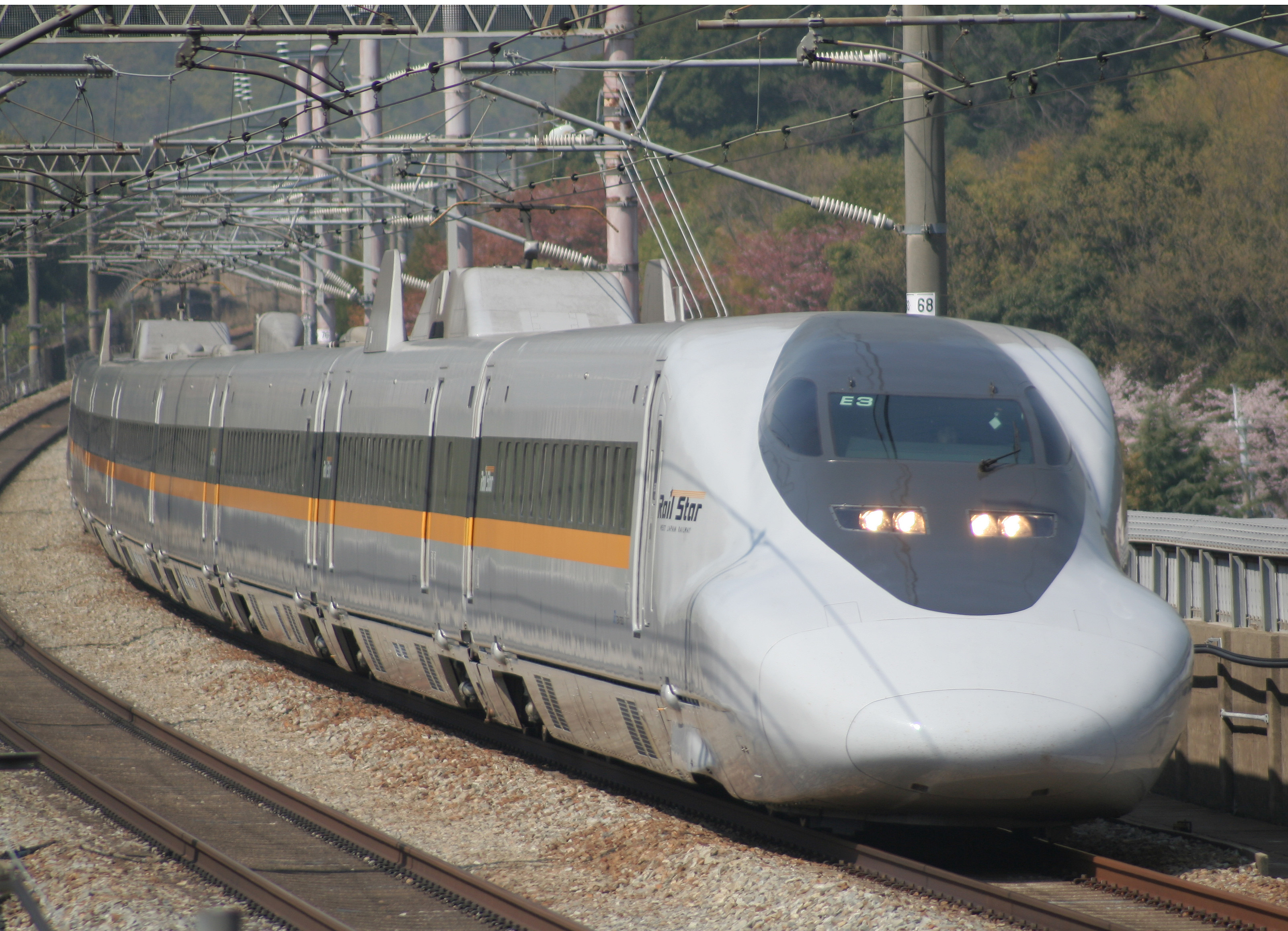
Serie 700 (Hikari Rail Star)
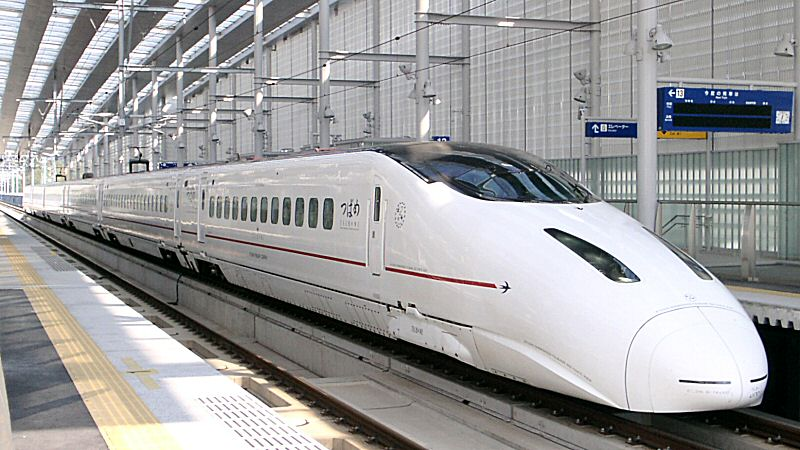
Serie 800 (Tsubame)
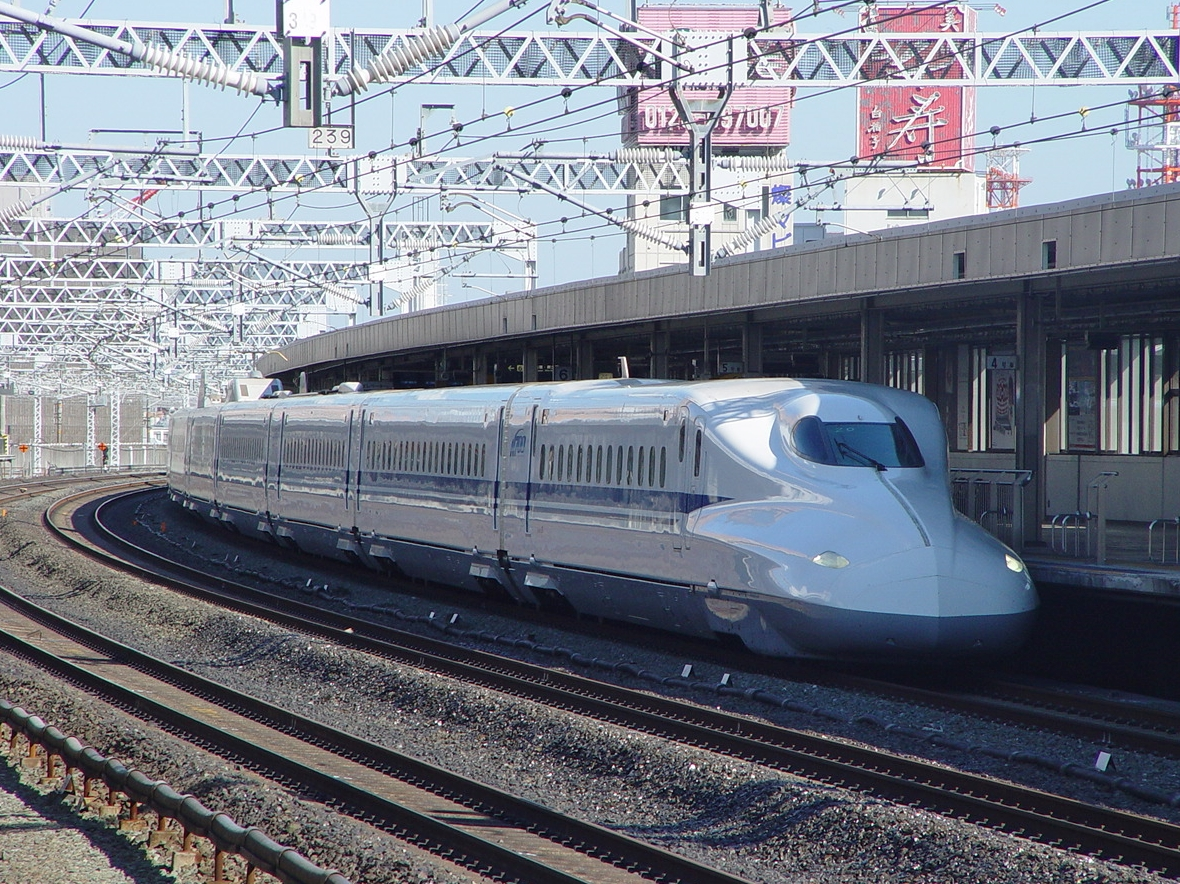
Serie N700
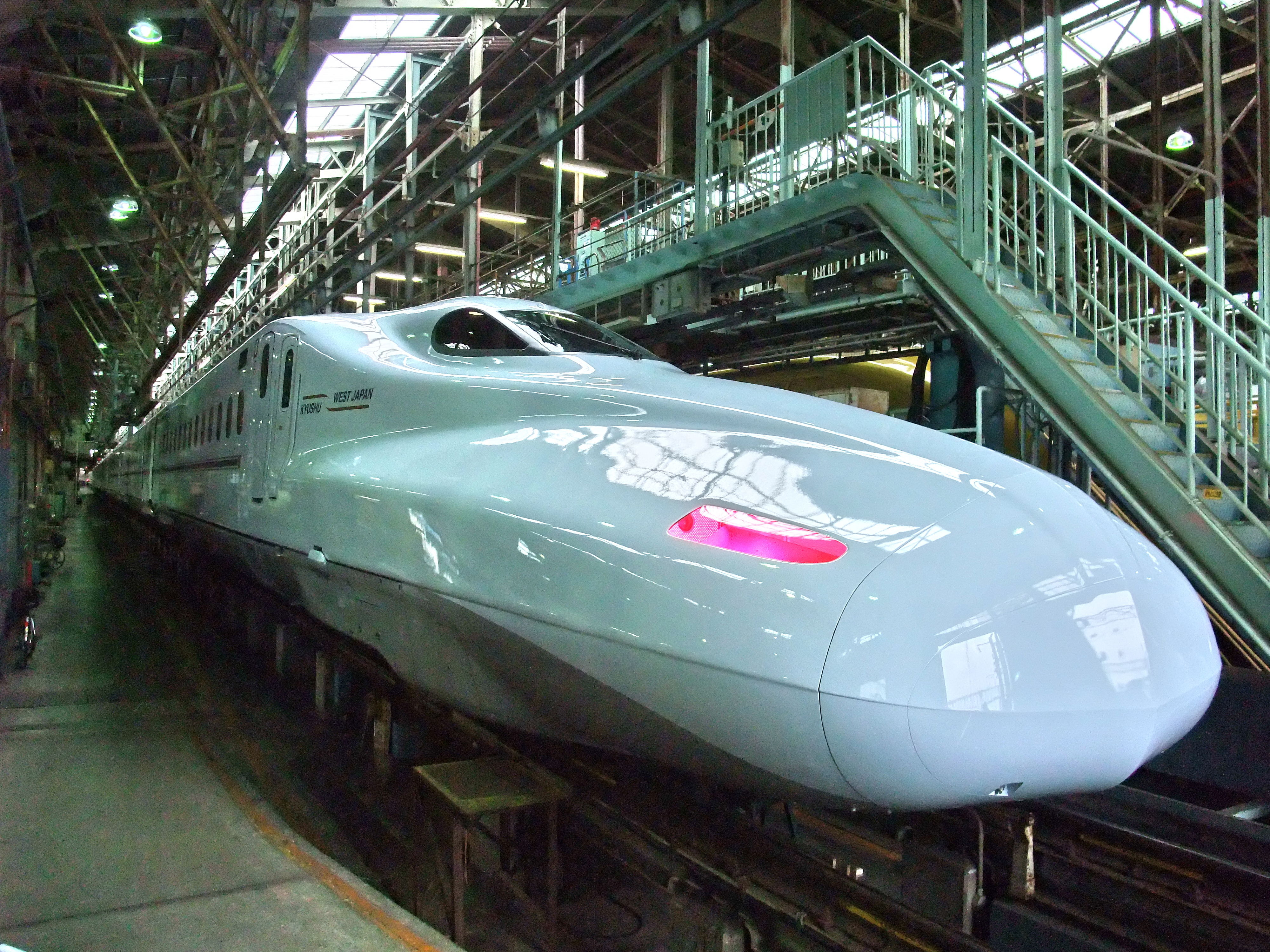
Serie N700-7000 (Sakura)
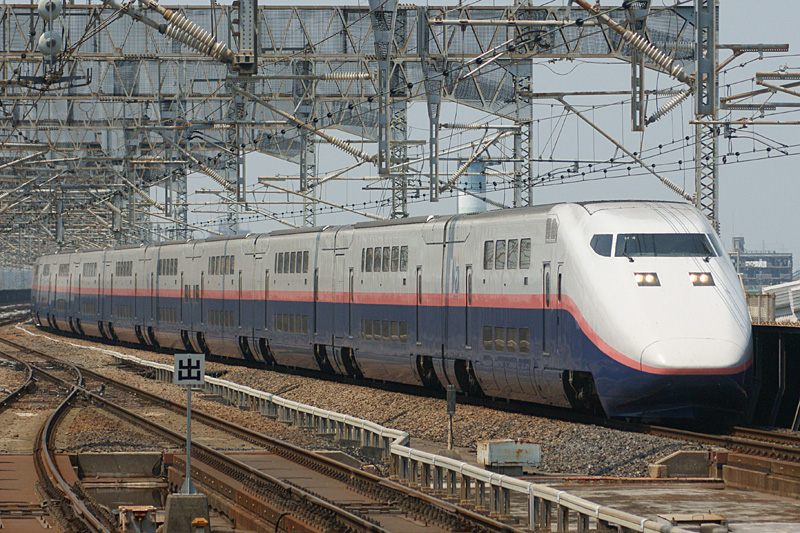
Serie E1
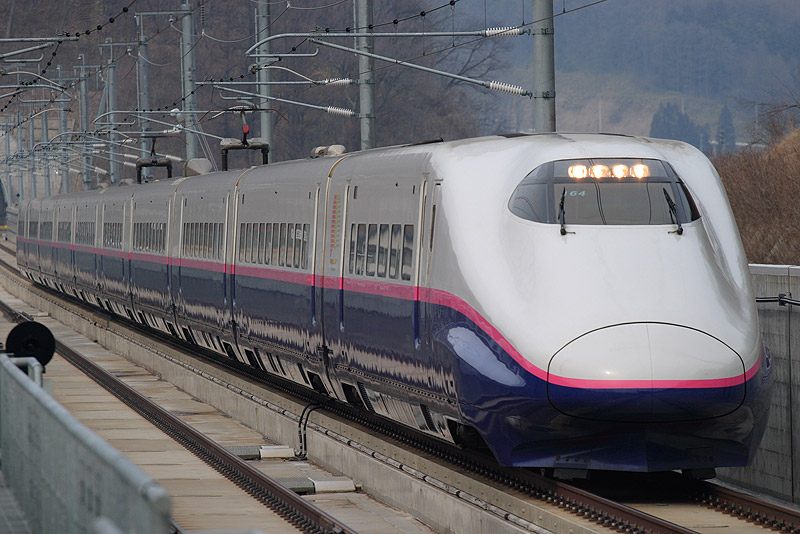
Serie E2
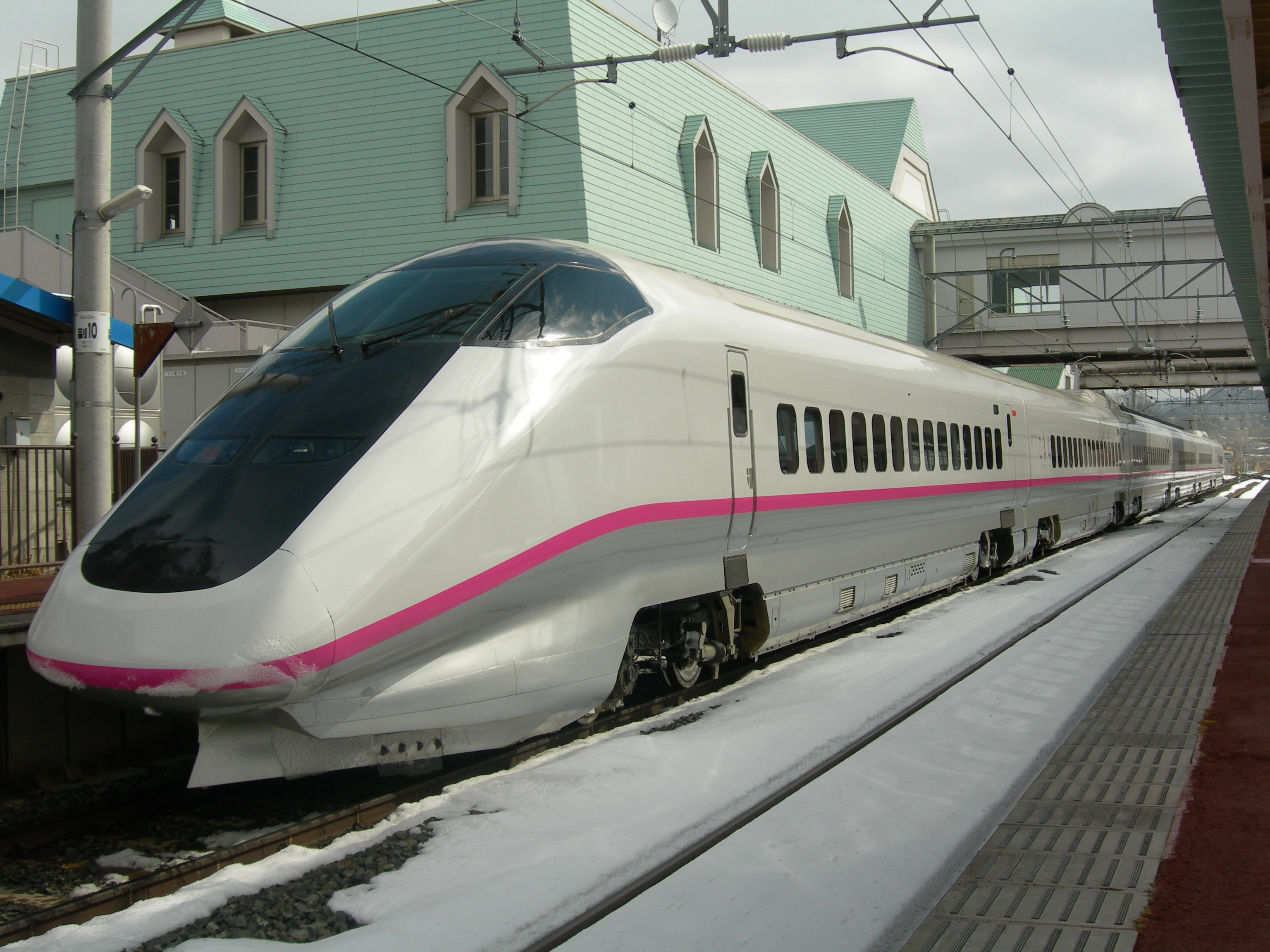
Serie E3 (Komachi)
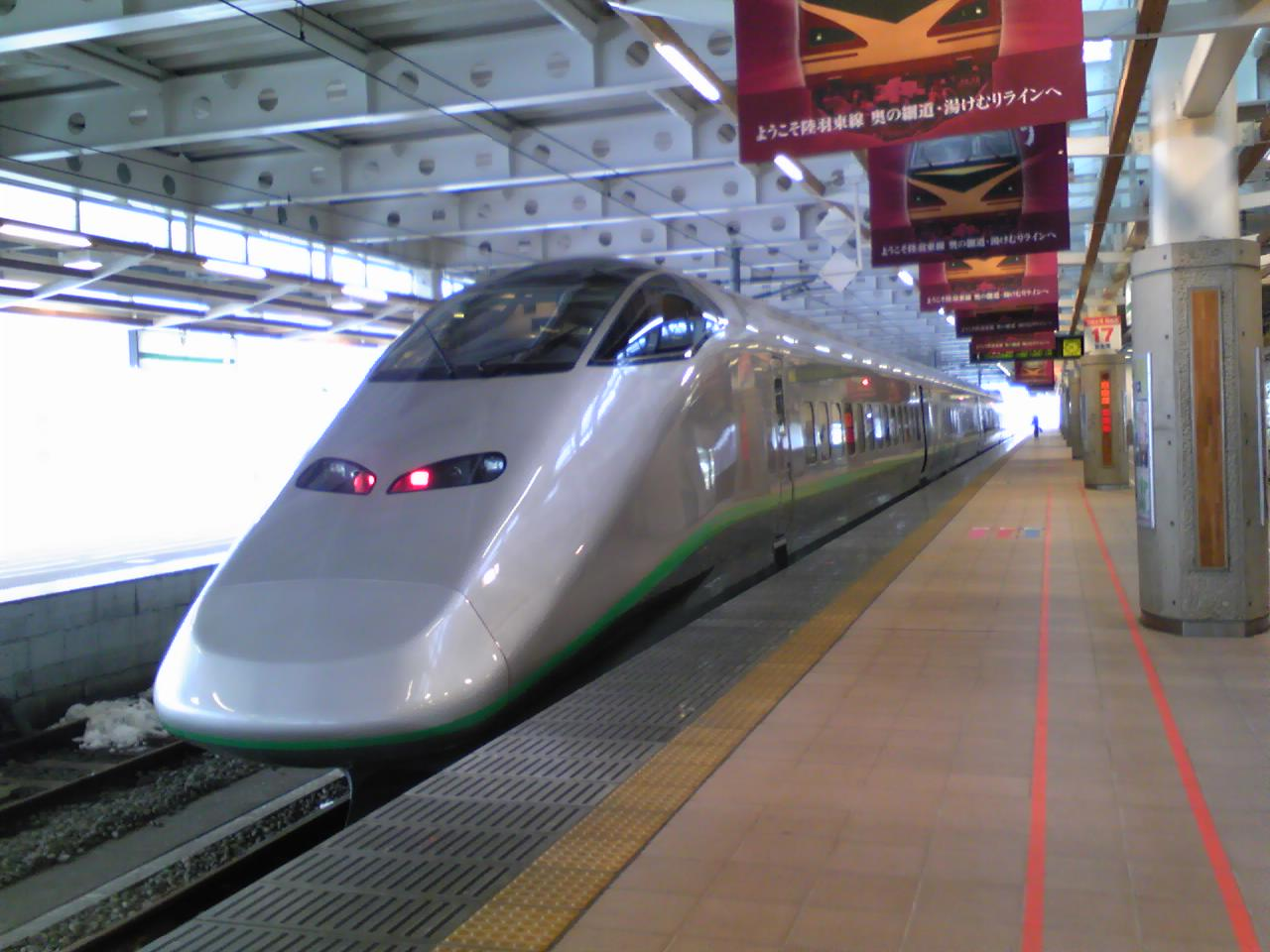
Serie E3-2000 (Tsubasa)
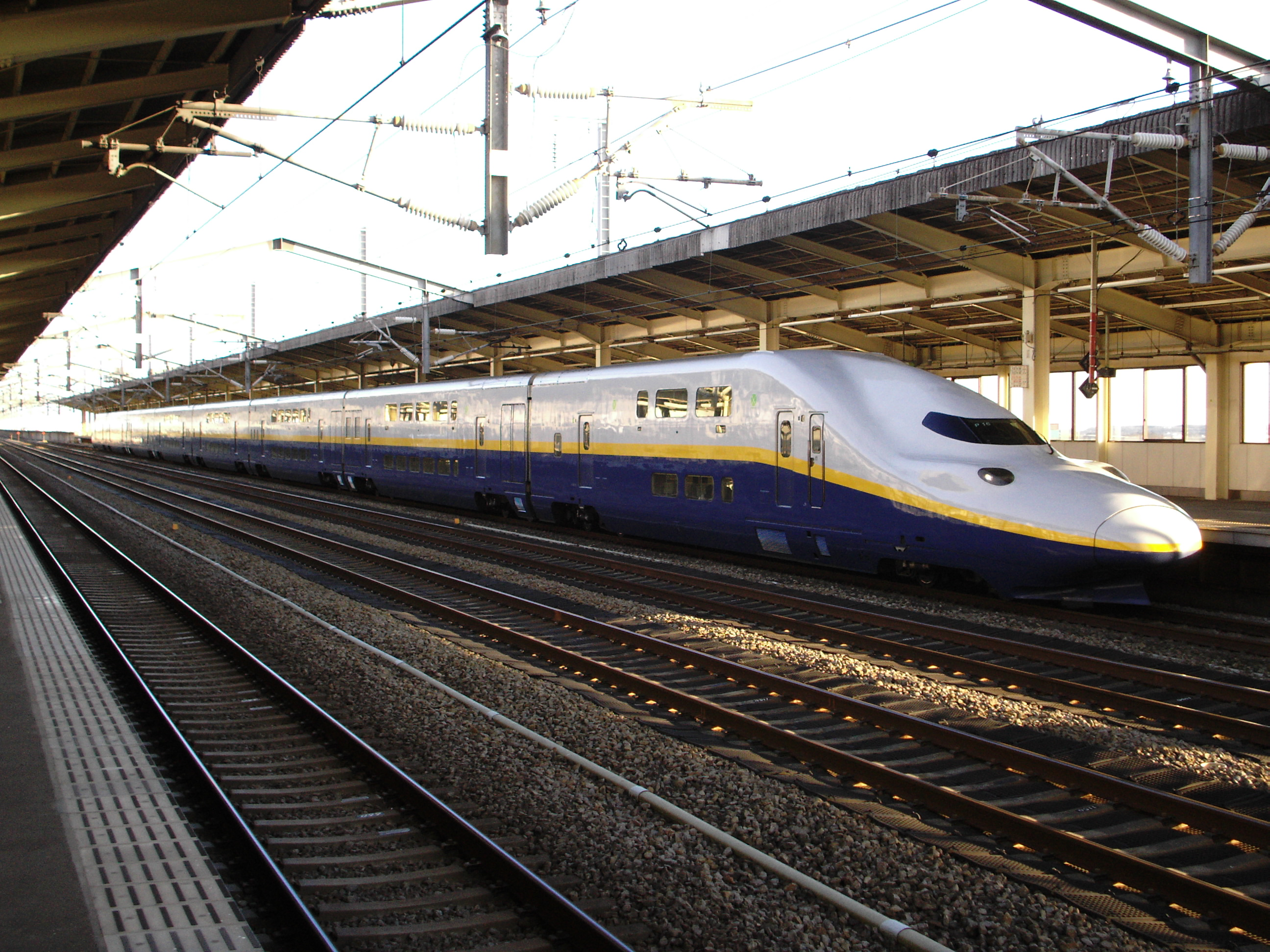
Serie E4
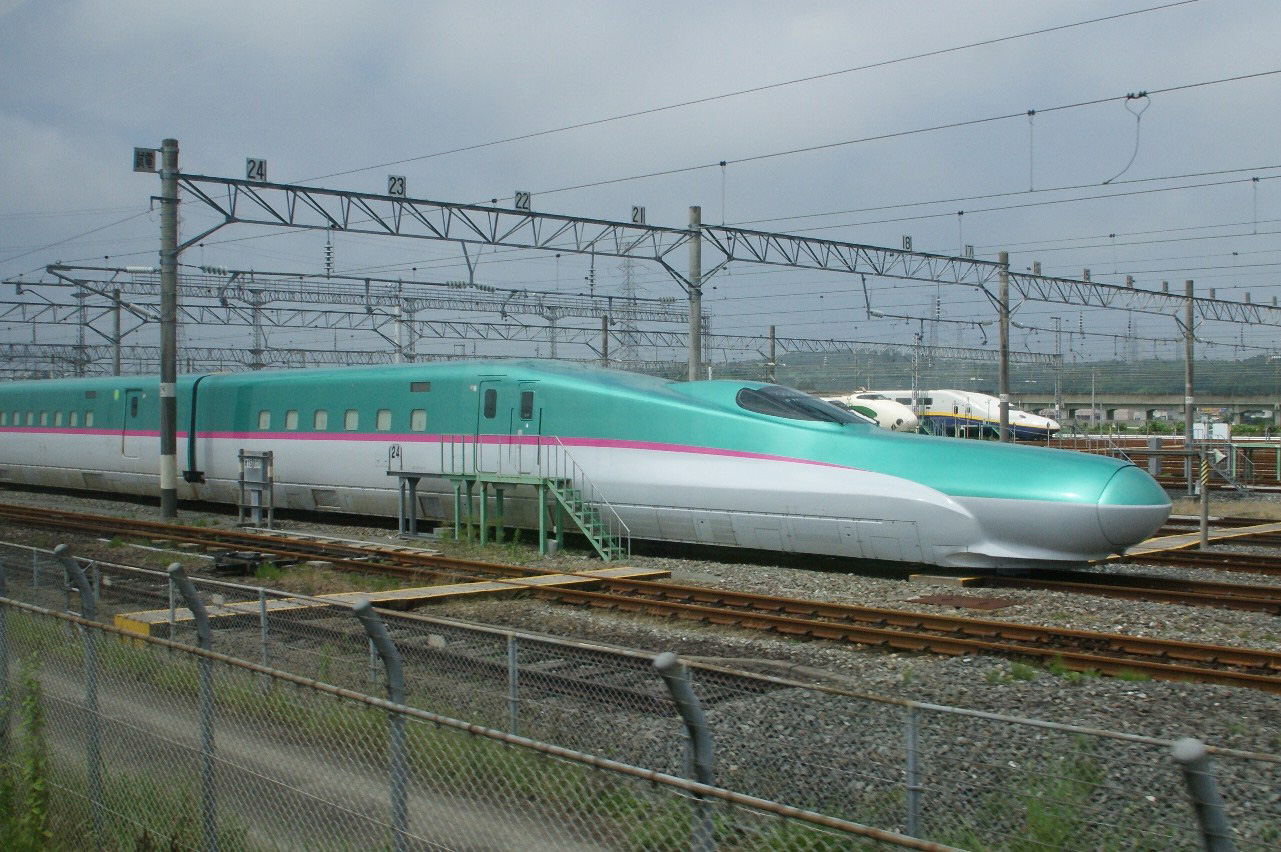
Serie E5 (Hayabusa)
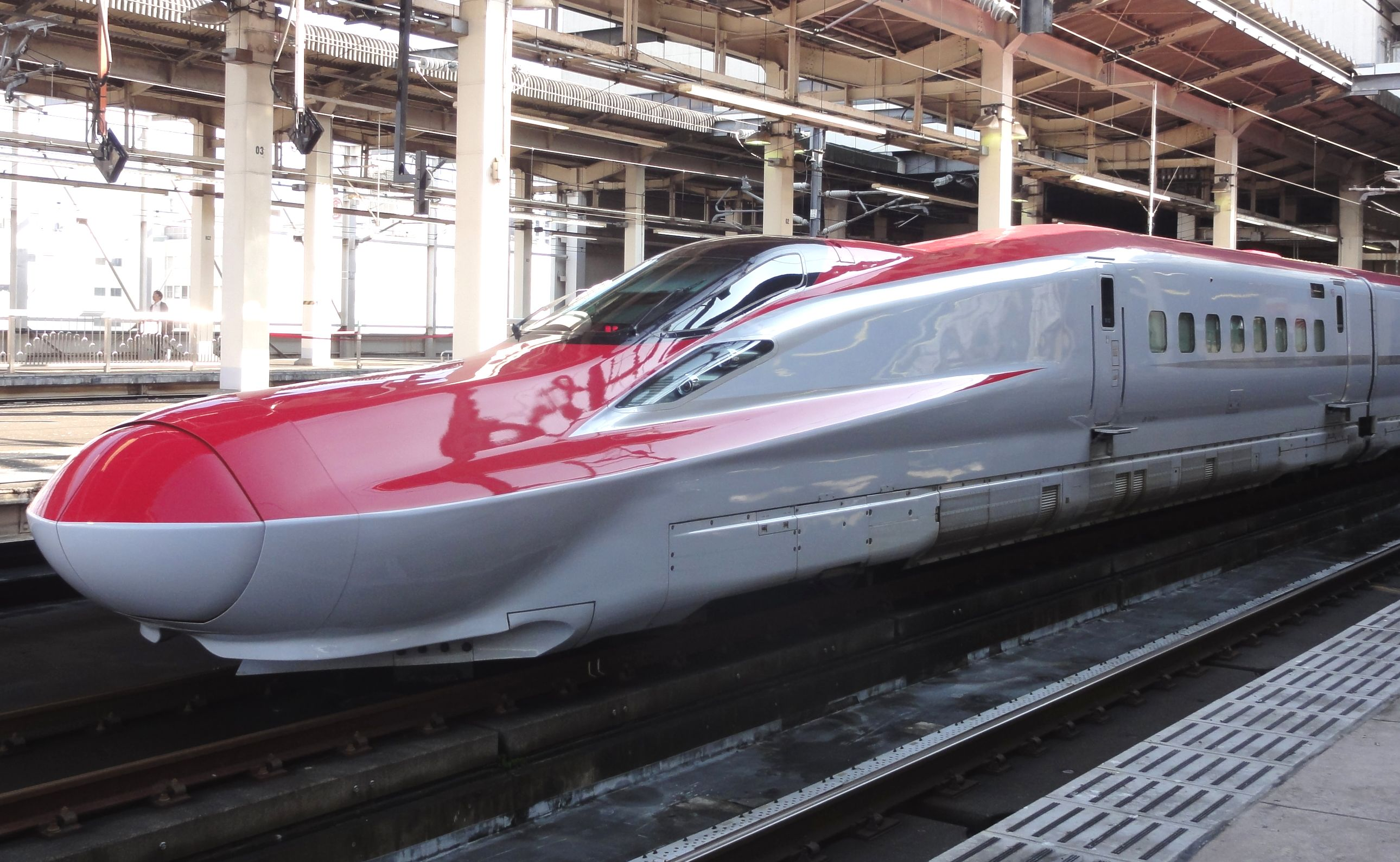
Serie E6
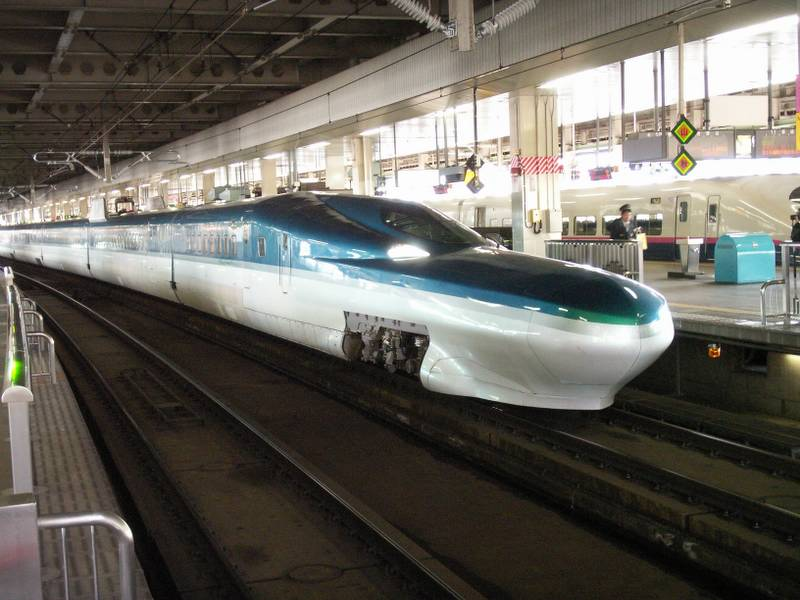
Tipo E954 (Fastech 360)
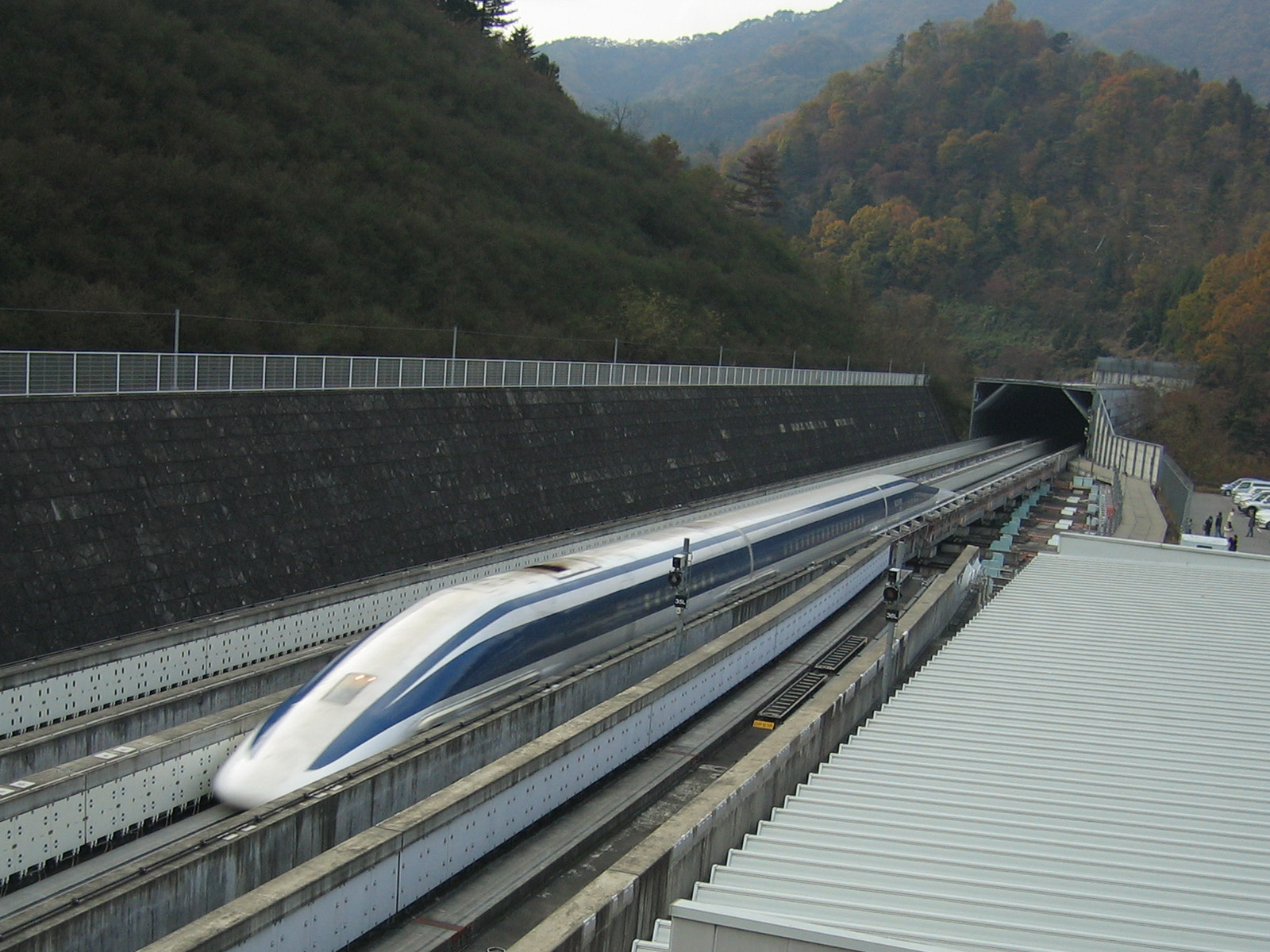
MLX01-2
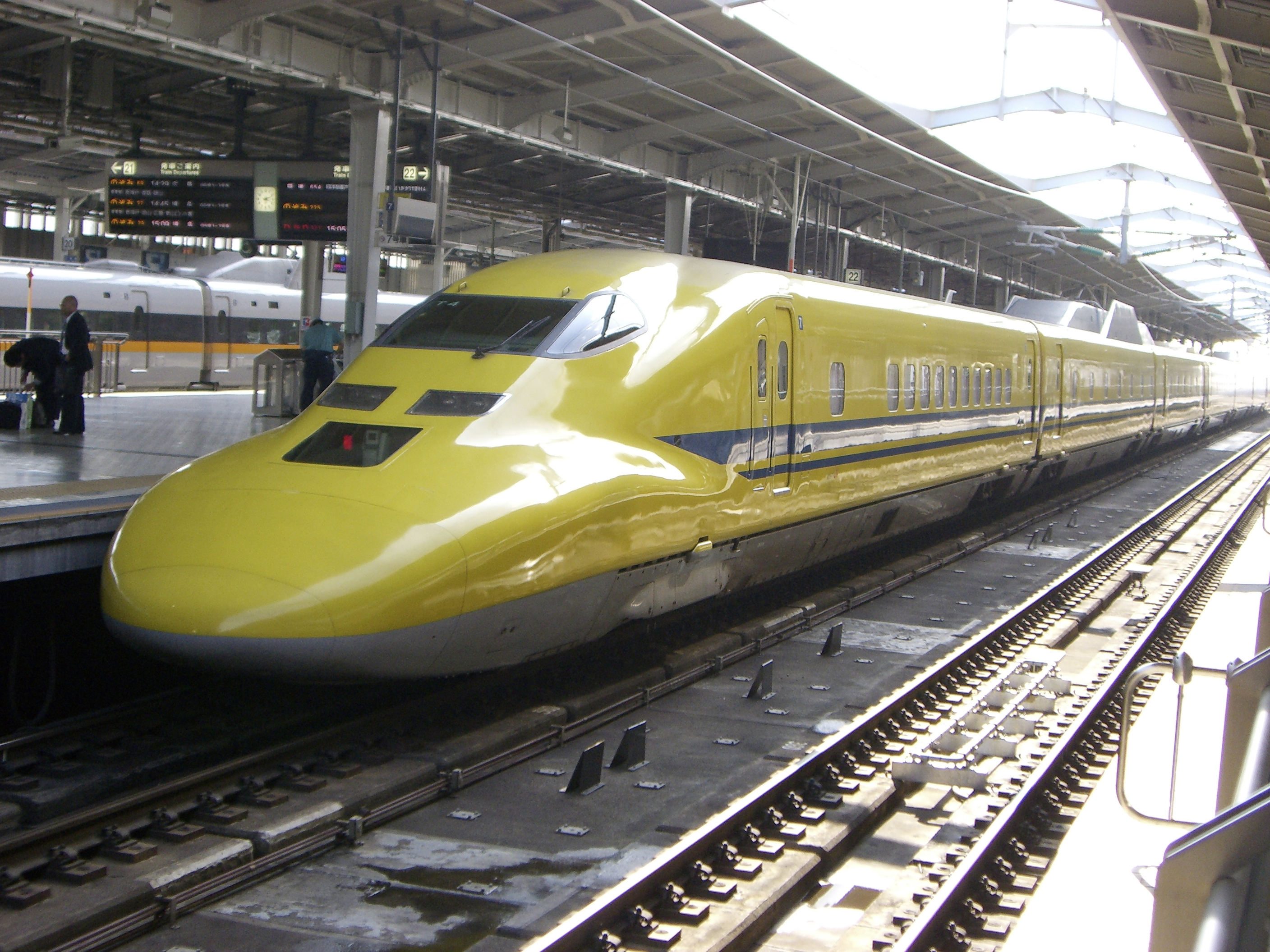
Tipo 923 (Doctor-Yellow)
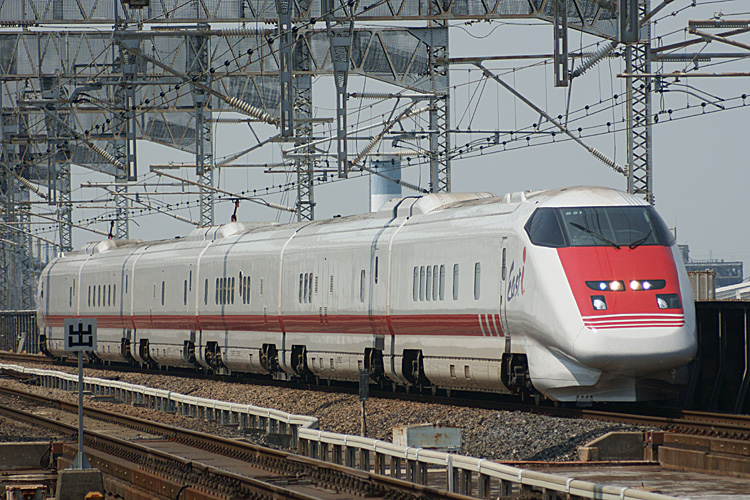
Tipo E926 (East i)
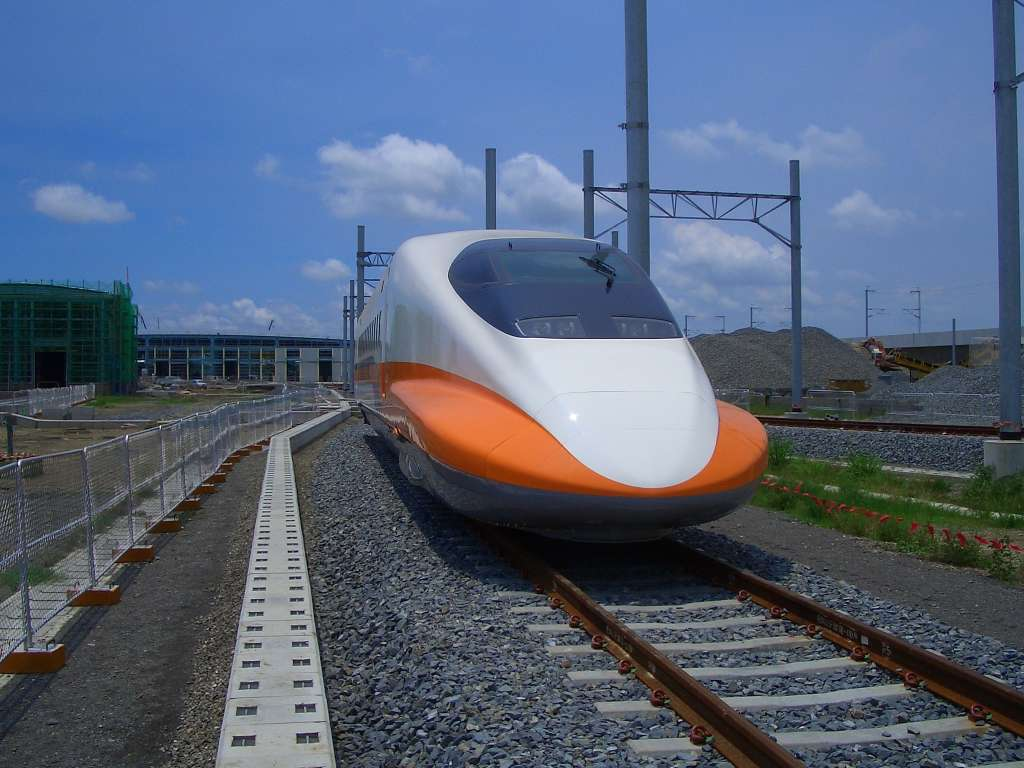
Serie 700T, Taiwán
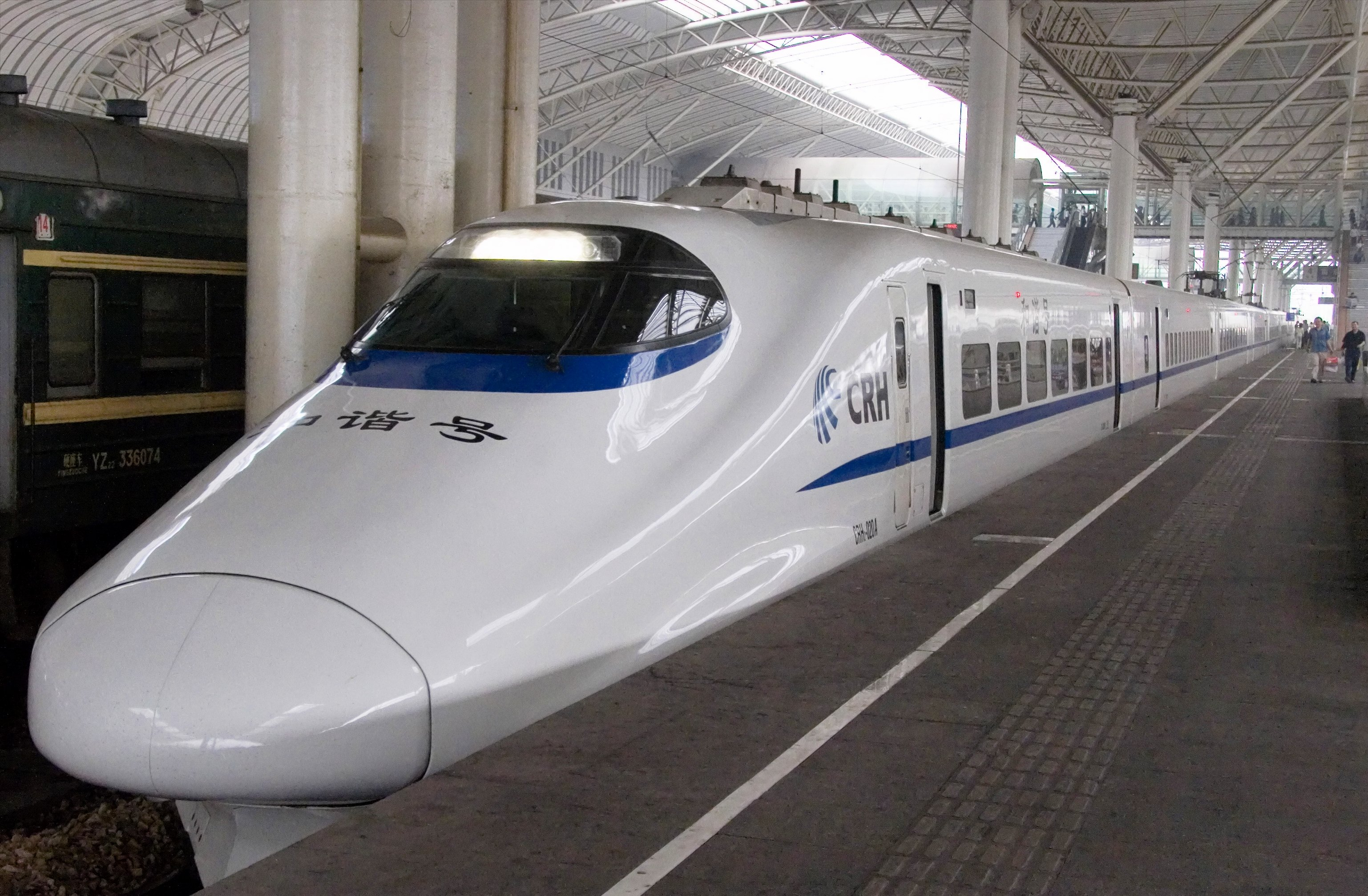
CRH2, República Popular China